# 諏訪市
諏訪市（すわし）は、長野県南信地方の市。1941年（昭和16年）市制施行。

## 概要
諏訪湖に隣接する工業都市であるとともに、諏訪湖や上諏訪温泉、諏訪大社の上社（本宮）、霧ヶ峰高原を抱える観光都市でもある。
諏訪市の町並みは鎌倉時代から戦国時代にかけて鎌倉街道沿いに発達し、江戸時代には旧甲州街道上諏訪宿が設けられ、高島藩の城下町でもあった。明治時代には宿場町や城下町となっていた市街地以外は、ほとんど農村地帯で田園風景が広がっていた。その後、JR中央東線の開通、国道20号などの道路網の整備、中央自動車道西宮線の開通などによって都市化が進展した。
戦中から戦後にかけ、時計、カメラ、レンズなどの生産が増え、山と湖のある風土と相まって「東洋のスイス」と称されたことでも有名である。セイコーエプソンの本社および基幹部門、タケヤ味噌の竹屋の本社がある。

地酒メーカーも沢山あり、真澄、舞姫、麗人、本金、横笛のいわゆる「諏訪五蔵」で知られる（後述）。
1941年（昭和16年）8月10日に諏訪郡上諏訪町、四賀村、豊田村が合併して市制施行。1955年（昭和30年）4月1日に諏訪郡中洲村と湖南村が合併して現在の市域となった。
諏訪市周辺の3市2町1村からなる諏訪広域連合の一都市であり、諏訪地域の行政中心都市である。

## 地理

### 位置

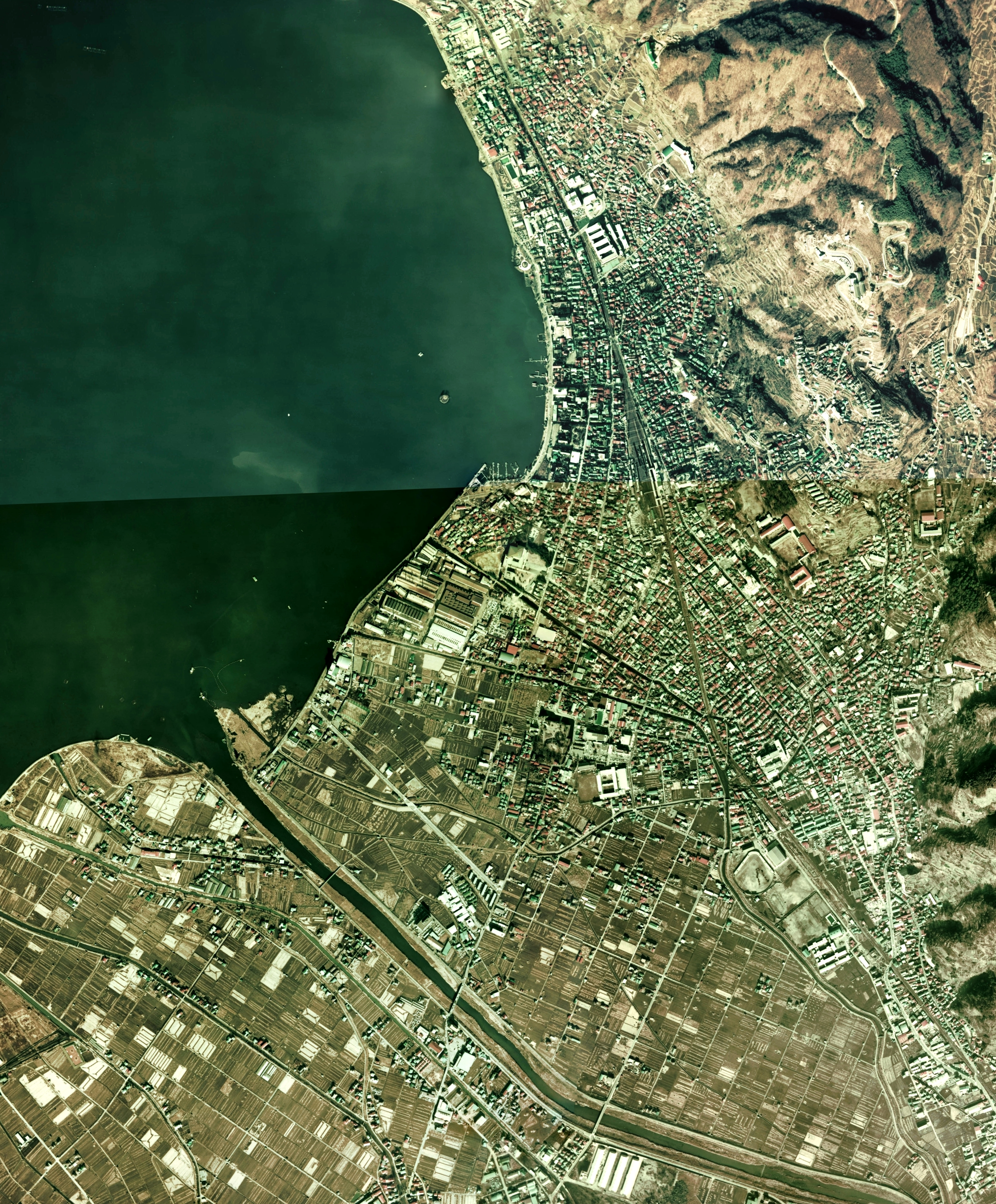
諏訪市中心部周辺の空中写真。1975年撮影の5枚を合成作成。。

北西側を諏訪湖に接し、西部、東部を山地に挟まれ、南側には茅野市、富士見高原を望む、諏訪盆地のほぼ中央に位置する。長野県内では南信地方・諏訪地域、天気予報では長野県中部もしくは諏訪地方に分類される。
県内主要都市との位置関係は、一般的な交通手段を用いた場合、県庁所在地の長野市から南方へ約100kmである。交通手段としては、中央自動車道、JR東日本中央本線が市内をほぼ南北に通る。東京からのアクセスは2時間強、また、中央自動車道経由で名古屋からも2時間程度でアクセスでき、これらの都市圏からの交通の便が比較的よい。
山梨県に比較的近い上に障害となる山がないことから、天候が良好な時は場所によっては平地でも富士山を望むことができる。

### 地形

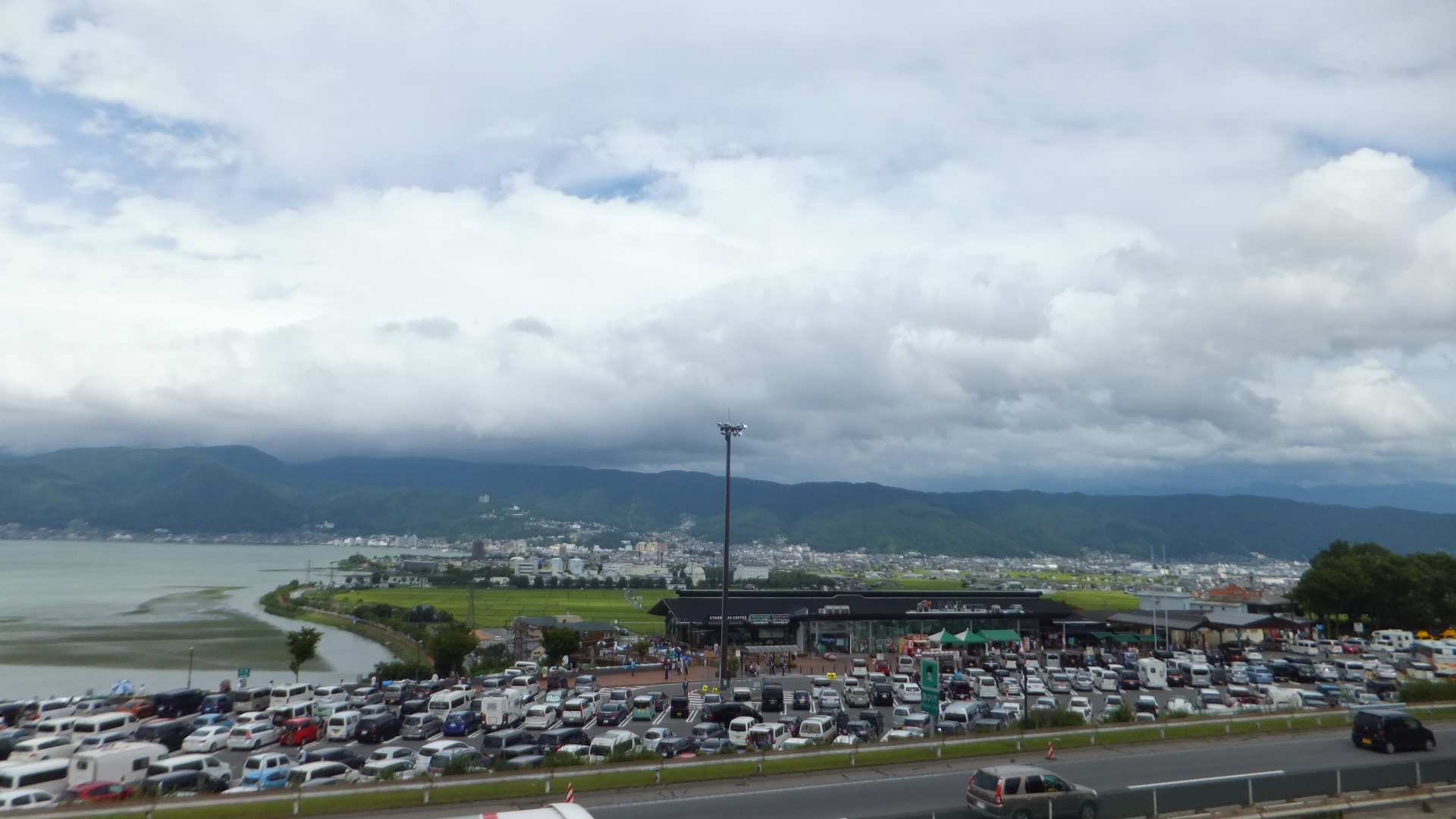
諏訪湖サービスエリアから望む諏訪市中心部

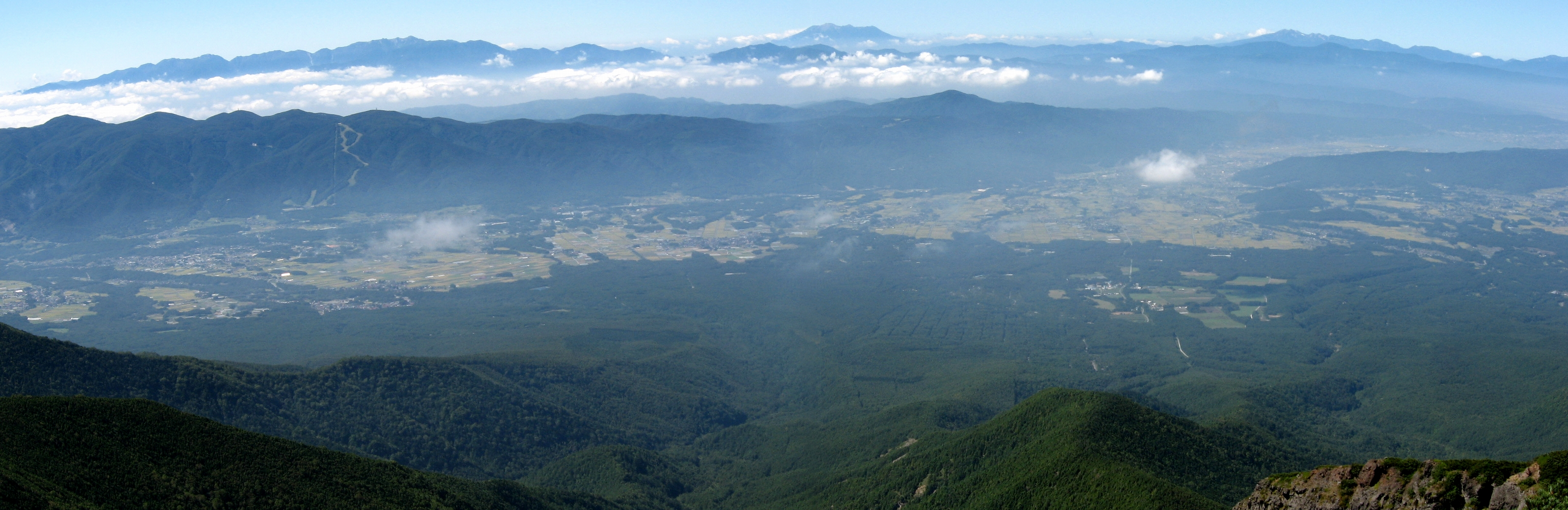
諏訪盆地

諏訪盆地には、峠を挟んで諏訪側が反対側に比べて急勾配である、という地形が見られるが、諏訪市も例外ではなく、同様の地形が、例えば諏訪市と上伊那郡辰野町を結ぶ県道50号（有賀峠）などに見られる。これは、諏訪地方に中央構造線と糸魚川静岡構造線が通ることに起因する断層地形である。なお、この2つの構造線は諏訪市付近で交差（接触）しているとされている。東側の山地のふもとは、いくつかの小さな扇状地を成しており、ここには住宅や田畑などが広がっている。

#### 山岳
主な山
- 茶臼山
- 守屋山
- 車山
- 大見山

#### 河川
主な川
- 宮川
- 上川
- 中門川
- 角間川
- 島崎川
- 衣之渡川
- 舟渡川（いずれも一級河川）

#### 湖沼
主な湖
- 諏訪湖（一級河川）
- 蓼の海

### 人口
- DID人口比は30.1%（2015年国勢調査）。

| |                                        |  |
| 諏訪市と全国の年齢別人口分布（2005年） | 諏訪市の年齢・男女別人口分布（2005年） |  |
| ■紫色 ― 諏訪市 ■緑色 ― 日本全国 | ■青色 ― 男性 ■赤色 ― 女性              |  |
| 諏訪市（に相当する地域）の人口の推移 \| 1970年（昭和45年） \| 48,125人 \| \| \| 1975年（昭和50年） \| 49,594人 \| \| \| 1980年（昭和55年） \| 50,558人 \| \| \| 1985年（昭和60年） \| 52,329人 \| \| \| 1990年（平成2年） \| 52,464人 \| \| \| 1995年（平成7年） \| 52,104人 \| \| \| 2000年（平成12年） \| 53,858人 \| \| \| 2005年（平成17年） \| 53,240人 \| \| \| 2010年（平成22年） \| 51,200人 \| \| \| 2015年（平成27年） \| 50,140人 \| \| \| 2020年（令和2年） \| 48,729人 \| \| |                                        |  |
| 総務省統計局 国勢調査より |                                        |  |
| 1970年（昭和45年） | 48,125人                               |  |
| 1975年（昭和50年） | 49,594人                               |  |
| 1980年（昭和55年） | 50,558人                               |  |
| 1985年（昭和60年） | 52,329人                               |  |
| 1990年（平成2年） | 52,464人                               |  |
| 1995年（平成7年） | 52,104人                               |  |
| 2000年（平成12年） | 53,858人                               |  |
| 2005年（平成17年） | 53,240人                               |  |
| 2010年（平成22年） | 51,200人                               |  |
| 2015年（平成27年） | 50,140人                               |  |
| 2020年（令和2年） | 48,729人                               |  |

### 隣接自治体
長野県
- 岡谷市
- 茅野市
- 伊那市
- 上伊那郡：辰野町、箕輪町
- 諏訪郡：下諏訪町
- 小県郡：長和町

## 気候
周囲を北東にかけては八ヶ岳に連なる山々、南西にかけては南アルプスに連なる山脈に囲まれ、それらの山々と諏訪湖の影響を受け、大陸性気候の特色を示す県内にありながら、例えば、春夏秋季の降水量は県内比で多め、冬季の降水量は圧倒的に少ないというように、大陸性気候の中でも特徴的な気象環境下にある。
ケッペンの気候区分では温暖湿潤気候に属するが冬の寒さは厳しく亜寒帯並みの冷え込みとなることもある。しかし、雪は南岸低気圧通過時以外ほとんど降らず、冬型の気圧配置下では晴天が続きやすい。
市北東、標高約1500mから約1900mに位置する霧ヶ峰高原は、夏場ひんやりとしていて、市内では避暑に最適な場所といえる。
極値
諏訪アメダス観測
| 要素     | 観測値  | 観測年月日                   |
| -------- | ------- | ---------------------------- |
| 最高気温 | 35.5℃   | 1995年8月20日、1994年8月15日 |
| 最低気温 | -23.1℃  | 1947年2月18日                |
| 日降水量 | 161.5mm | 1983年9月28日                |
| 最深積雪 | 69 cm   | 2001年1月27日                |

| 諏訪特別地域気象観測所（諏訪市湖岸通り、標高760m）の気候 | 諏訪特別地域気象観測所（諏訪市湖岸通り、標高760m）の気候 | 諏訪特別地域気象観測所（諏訪市湖岸通り、標高760m）の気候 | 諏訪特別地域気象観測所（諏訪市湖岸通り、標高760m）の気候 | 諏訪特別地域気象観測所（諏訪市湖岸通り、標高760m）の気候 | 諏訪特別地域気象観測所（諏訪市湖岸通り、標高760m）の気候 | 諏訪特別地域気象観測所（諏訪市湖岸通り、標高760m）の気候 | 諏訪特別地域気象観測所（諏訪市湖岸通り、標高760m）の気候 | 諏訪特別地域気象観測所（諏訪市湖岸通り、標高760m）の気候 | 諏訪特別地域気象観測所（諏訪市湖岸通り、標高760m）の気候 | 諏訪特別地域気象観測所（諏訪市湖岸通り、標高760m）の気候 | 諏訪特別地域気象観測所（諏訪市湖岸通り、標高760m）の気候 | 諏訪特別地域気象観測所（諏訪市湖岸通り、標高760m）の気候 | 諏訪特別地域気象観測所（諏訪市湖岸通り、標高760m）の気候 |
| 月                                                       | 1月                                                      | 2月                                                      | 3月                                                      | 4月                                                      | 5月                                                      | 6月                                                      | 7月                                                      | 8月                                                      | 9月                                                      | 10月                                                     | 11月                                                     | 12月                                                     | 年                                                       |
| -------------------------------------------------------- | -------------------------------------------------------- | -------------------------------------------------------- | -------------------------------------------------------- | -------------------------------------------------------- | -------------------------------------------------------- | -------------------------------------------------------- | -------------------------------------------------------- | -------------------------------------------------------- | -------------------------------------------------------- | -------------------------------------------------------- | -------------------------------------------------------- | -------------------------------------------------------- | -------------------------------------------------------- |
| 最高気温記録 °C （°F）                                   | 16.9 (62.4)                                              | 17.7 (63.9)                                              | 22.9 (73.2)                                              | 29.2 (84.6)                                              | 31.0 (87.8)                                              | 34.5 (94.1)                                              | 34.8 (94.6)                                              | 35.5 (95.9)                                              | 33.2 (91.8)                                              | 29.0 (84.2)                                              | 22.9 (73.2)                                              | 19.7 (67.5)                                              | 35.5 (95.9)                                              |
| 平均最高気温 °C （°F）                                   | 3.8 (38.8)                                               | 5.1 (41.2)                                               | 9.8 (49.6)                                               | 16.1 (61)                                                | 21.5 (70.7)                                              | 24.5 (76.1)                                              | 28.2 (82.8)                                              | 29.5 (85.1)                                              | 24.7 (76.5)                                              | 18.5 (65.3)                                              | 12.7 (54.9)                                              | 6.8 (44.2)                                               | 16.8 (62.2)                                              |
| 日平均気温 °C （°F）                                     | −1.1 (30)                                                | −0.2 (31.6)                                              | 4.0 (39.2)                                               | 10.0 (50)                                                | 15.5 (59.9)                                              | 19.3 (66.7)                                              | 23.2 (73.8)                                              | 24.1 (75.4)                                              | 19.8 (67.6)                                              | 13.4 (56.1)                                              | 7.3 (45.1)                                               | 1.9 (35.4)                                               | 11.4 (52.5)                                              |
| 平均最低気温 °C （°F）                                   | −5.5 (22.1)                                              | −5.0 (23)                                                | −1.0 (30.2)                                              | 4.4 (39.9)                                               | 10.2 (50.4)                                              | 15.2 (59.4)                                              | 19.6 (67.3)                                              | 20.3 (68.5)                                              | 16.2 (61.2)                                              | 9.4 (48.9)                                               | 2.7 (36.9)                                               | −2.4 (27.7)                                              | 7.0 (44.6)                                               |
| 最低気温記録 °C （°F）                                   | −20.9 (−5.6)                                             | −23.1 (−9.6)                                             | −16.5 (2.3)                                              | −7.3 (18.9)                                              | −0.7 (30.7)                                              | 4.1 (39.4)                                               | 10.3 (50.5)                                              | 9.7 (49.5)                                               | 2.7 (36.9)                                               | −2.4 (27.7)                                              | −7.0 (19.4)                                              | −15.6 (3.9)                                              | −23.1 (−9.6)                                             |
| 降水量 mm （inch）                                       | 43.3 (1.705)                                             | 50.6 (1.992)                                             | 89.0 (3.504)                                             | 92.8 (3.654)                                             | 111.7 (4.398)                                            | 155.1 (6.106)                                            | 194.0 (7.638)                                            | 140.8 (5.543)                                            | 176.9 (6.965)                                            | 136.8 (5.386)                                            | 69.0 (2.717)                                             | 41.6 (1.638)                                             | 1,301.5 (51.24)                                          |
| 降雪量 cm （inch）                                       | 27 (10.6)                                                | 24 (9.4)                                                 | 8 (3.1)                                                  | 1 (0.4)                                                  | 0 (0)                                                    | 0 (0)                                                    | 0 (0)                                                    | 0 (0)                                                    | 0 (0)                                                    | 0 (0)                                                    | 0 (0)                                                    | 10 (3.9)                                                 | 71 (28)                                                  |
| 平均降水日数 （≥0.5 mm）                                 | 6.3                                                      | 6.3                                                      | 9.3                                                      | 10.0                                                     | 10.5                                                     | 13.2                                                     | 14.4                                                     | 11.8                                                     | 11.6                                                     | 9.3                                                      | 7.6                                                      | 6.4                                                      | 116.8                                                    |
| 平均降雪日数                                             | 15.1                                                     | 12.1                                                     | 8.7                                                      | 1.9                                                      | 0.0                                                      | 0.0                                                      | 0.0                                                      | 0.0                                                      | 0.0                                                      | 0.0                                                      | 1.4                                                      | 10.3                                                     | 50.3                                                     |
| % 湿度                                                   | 71                                                       | 69                                                       | 66                                                       | 64                                                       | 67                                                       | 74                                                       | 77                                                       | 75                                                       | 78                                                       | 78                                                       | 75                                                       | 72                                                       | 72                                                       |
| 平均月間日照時間                                         | 184.4                                                    | 179.6                                                    | 199.1                                                    | 204.4                                                    | 212.2                                                    | 161.4                                                    | 169.5                                                    | 199.4                                                    | 152.9                                                    | 162.8                                                    | 166.9                                                    | 171.8                                                    | 2,164.8                                                  |
| 出典：気象庁 (平均値：1991年-2020年、極値：1945年-現在)  |                                                          |                                                          |                                                          |                                                          |                                                          |                                                          |                                                          |                                                          |                                                          |                                                          |                                                          |                                                          |                                                          |

## 歴史

### 古代
市域には縄文・弥生時代からの考古遺跡が分布し、高原を中心に集落遺跡が分布している。下諏訪の和田峠を始めとする黒曜石による石器、また、縄文・弥生時代の土器の破片も出土している。

### 中世

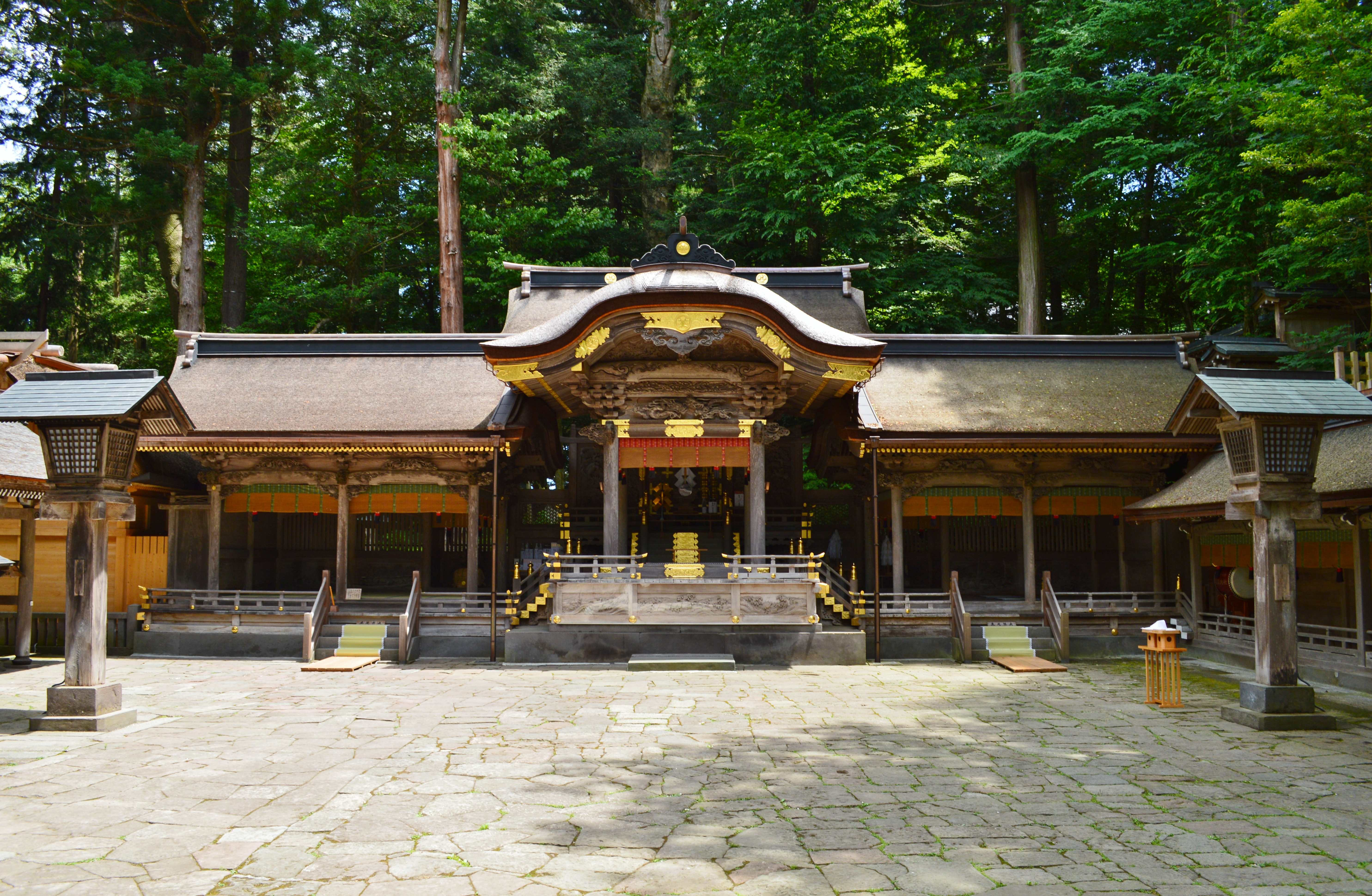
諏訪大社本宮

中世には諏訪郡の国人領主で諏訪大社上社の大祝家・諏訪氏によって治められる。
南北朝時代
南北朝時代の建武2年（1335年）には諏訪頼重・時継が、鎌倉幕府執権・北条高時の遺児である北条時行を擁して挙兵し、中先代の乱が発生した。頼重・時継は足利尊氏の攻勢により滅亡する。
戦国時代
戦国時代には諏訪頼満が分裂した諏訪一族を統一し、隣国である甲斐国の国人勢力と同調し甲斐国内へも侵攻する。
頼満の頃には甲斐守護・武田氏と和睦し婚姻同盟を結ぶ。頼満の孫にあたる諏訪頼重は天文10年（1541年）に甲斐武田氏、信濃村上氏に独断で関東管領の上杉憲政と和睦し所領を分割し、甲斐の武田晴信（信玄）は諏訪侵攻を行い、諏訪氏は一時滅亡した。
その後、諏訪地方は信濃侵攻を行う武田氏の領国となり、信濃中部の拠点として支配を受ける。
信玄四男の勝頼は頼重の外孫（女系の諏訪一族）に当たり、当初は高遠諏訪氏を継ぎ諏訪勝頼と称し、信玄没後に武田宗家を継承し当主となった。
天正10年（1582年）、武田氏の滅亡後に発生した天正壬午の乱において諏訪頼重の従弟である諏訪頼忠によって諏訪氏は再興され、その息子の諏訪頼水が1600年（慶長5年）の関ヶ原の戦いにおける功によって、徳川氏により高島藩に封じられている。

### 近世
近世には高島藩領であった。
江戸時代

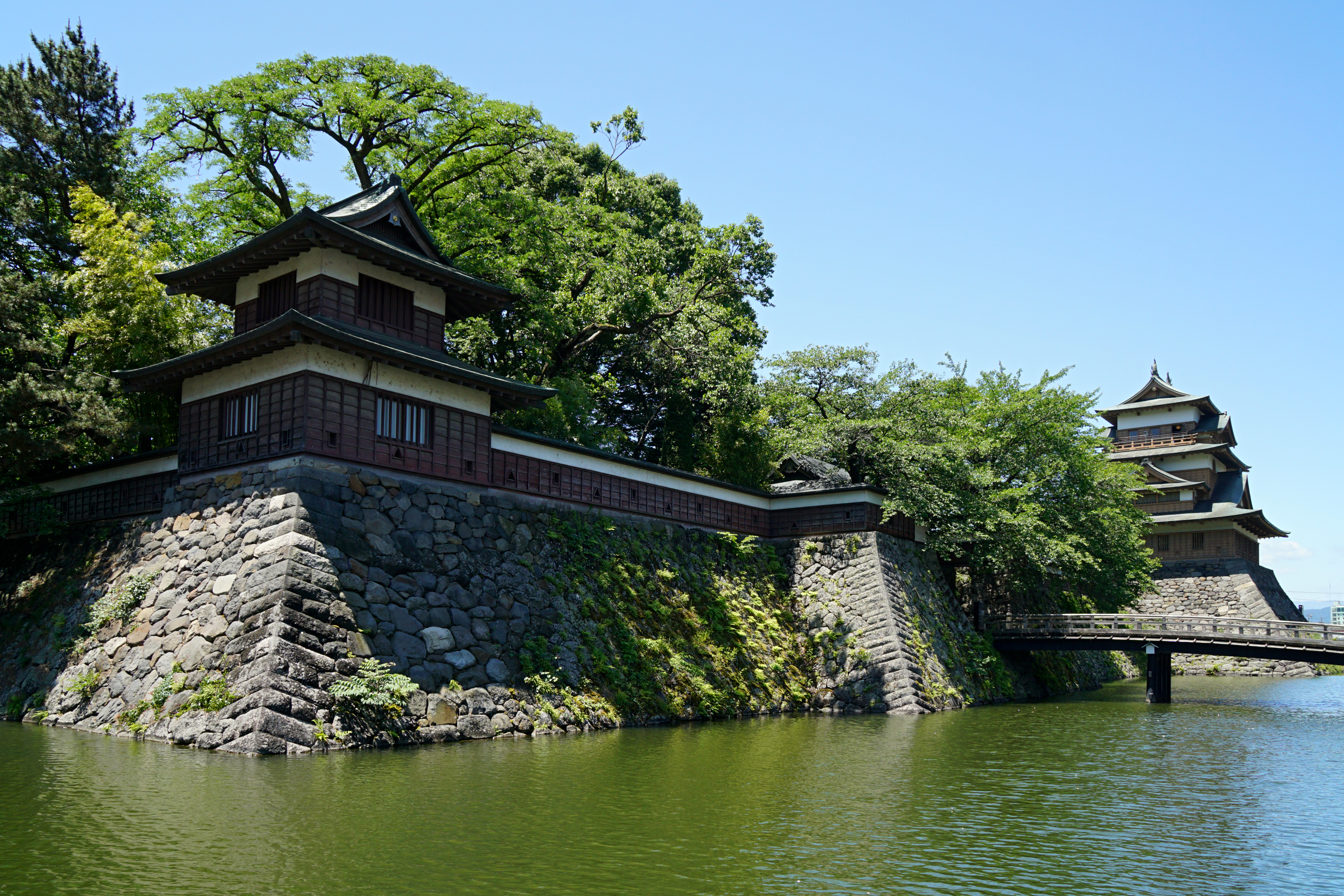
高島城

高島城を藩庁とする諏訪氏による統治が行われた。江戸時代に整備された甲州街道の終着の宿場町である下諏訪宿のひとつ手前の宿場として上諏訪宿が栄える。

### 近代
明治時代
- 1871年（明治4年） - 廃藩置県により、高島県。後筑摩県に編入。
- 1875年（明治8年） - 高島城の天守閣以下大部分の建造物が破脚される。
- 1876年（明治9年） - 長野県編入。また、高島城が高島公園として一般に開放される。
- 1905年（明治38年）11月25日 - 国鉄（官設鉄道）上諏訪駅開業。上諏訪機関区設置。

昭和時代（戦前）
- 1941年（昭和16年）8月10日 - 諏訪郡上諏訪町・豊田村・四賀村が合併して長野県内で6番目、諏訪地域では岡谷市に次いで2番目に市制施行。諏訪市が誕生する。

### 現代
昭和時代（戦後）
- 1955年（昭和30年）4月1日 - 諏訪郡中洲村・湖南村を編入。
- 1958年（昭和33年）7月1日 - 中洲新井地区の一部を茅野市に編入。
- 1962年（昭和37年）・1964年（昭和39年） - 上諏訪を挟む鉄道部分が電化され、機関車が淘汰され始める。上諏訪機関区は衰退へ。
- 1967年（昭和42年）7月9日 - 武津の民家裏の住宅造成地でがけ崩れ。民家2件が全壊、下敷きとなった5人が死亡、3人が重軽傷[5]。
- 1970年（昭和45年） - 高島城の天守・櫓・門・塀を復元。
- 1972年（昭和47年）7月10日 - 四賀普門寺の赤津川で土石流（鉄砲水）が発生。4人死亡、2人重軽傷[6]。
- 1977年（昭和52年）9月1日 - 四賀神戸地籍の一部を茅野市に編入。茅野市より新井地籍の一部を編入。

平成時代
- 1992年（平成4年）5月1日 - 飛地解消のため茅野市と境界変更。

## 行政

### 市長
- 市長：金子ゆかり（2015年（平成27年）5月1日就任、3期目）
- 副市長：渡辺高秀
- 市職員数：455人（2012年度）

歴代市長
- 初代 - 宮坂伊兵衛 1941年1128日 - 1943年5月31日、1期
- 2代 - 藤森清一朗 1943年7月19日 - 1945年7月10日、1期
- 3代 - 金井清 1945年10月4日 - 1947年2月22日、1期
- 4代 - 塚原葦穂 1947年4月25日 - 1951年4月5日、1期
- 5代 - 金井清 1951年4月25日 - 1955年4月15日、1期
- 6代 - 小松直治 1955年5月1日 - 1963年4月30日、2期
- 7代 - 岩本節治 1963年5月1日 - 1983年4月30日、5期
- 8代 - 笠原俊一 1983年5月1日 - 1999年4月30日、4期
- 9代 - 山田勝文 1999年5月1日 - 2015年4月30日、4期

## 議会

### 市議会
- 定数：15人[7]
- 任期：2023年5月1日 - 2027年4月30日[8]
- 議長：横山真
- 副議長：井上登

### 県議会
- 選挙区：諏訪市選挙区
- 定数：1人
- 任期：2019年4月30日 - 2023年4月29日
- 投票日：2019年4月7日
- 当日有権者数：40,380人[9]
- 投票率：47.43％

| 候補者名 | 当落 | 年齢 | 党派名 | 新旧別 | 得票数   |
| -------- | ---- | ---- | ------ | ------ | -------- |
| 宮下克彦 | 当   | 60   | 無所属 | 新     | 10,626票 |
| 今井愛郎 | 落   | 49   | 無所属 | 現     | 8,197票  |

### 衆議院
- 選挙区：長野4区（岡谷市、諏訪市、茅野市、塩尻市、諏訪郡、木曽郡）
- 任期：2021年10月31日 - 2025年10月30日
- 当日有権者数：240,401人
- 投票率：59.37％

| 当落 | 候補者名   | 年齢 | 所属党派   | 新旧別 | 得票数   | 重複 |
| ---- | ---------- | ---- | ---------- | ------ | -------- | ---- |
| 当   | 後藤茂之   | 65   | 自由民主党 | 前     | 86,962票 | ○    |
|      | 長瀬由希子 | 53   | 日本共産党 | 新     | 51,922票 | ○    |

## 地域

### 景観
景観法に基づく景観計画により定められた八ヶ岳山麓景観育成重点地域内に位置しており、2009年（平成21年）4月に景観行政団体となった（同年10月から事前届出の受付を開始）。
- 日本の音風景100選：八島湿原の蛙鳴
- かおり風景100選：霧ヶ峰の高原と風
- 関東の富士見百景：霧ヶ峰高原

### 防災
諏訪地域は2002年（平成14年）4月24日に東海地震の地震防災対策強化地域に指定され、このうち諏訪市は2003年（平成15年）12月17日に東南海・南海地震の地震防災対策推進地域に指定された。

### ご当地キャラクター
- 公認キャラクター「諏訪姫」諏訪御料人をモデルにしたキャラクター[11]
  - 公式テーマソング「諏訪にすわひめ！」さくらゆき（作詞：遠野ゆき、作曲：小池勝彦）

## 出先機関・施設

### 行政機関

#### 法務省
- 長野地方法務局 諏訪支局
- 上諏訪拘置支所

検察庁
- 長野地方検察庁 諏訪支部
- 諏訪区検察庁

#### 財務省
- 諏訪税務署
- 名古屋税関 諏訪出張所

#### 厚生労働省
- 諏訪公共職業安定所（ハローワーク諏訪）

#### 国土交通省
- 諏訪特別地域気象観測所

### 司法機関

#### 裁判所
- 長野地方裁判所 諏訪支部
- 長野家庭裁判所 諏訪支部
- 諏訪簡易裁判所

### 県政機関
- 長野県諏訪合同庁舎
  - 諏訪地域振興局
  - 南信県税事務所諏訪事務所
  - 諏訪保健福祉事務所
  - 諏訪農業改良普及センター
  - 諏訪建設事務所
  - 南信会計センター諏訪分室

### 施設

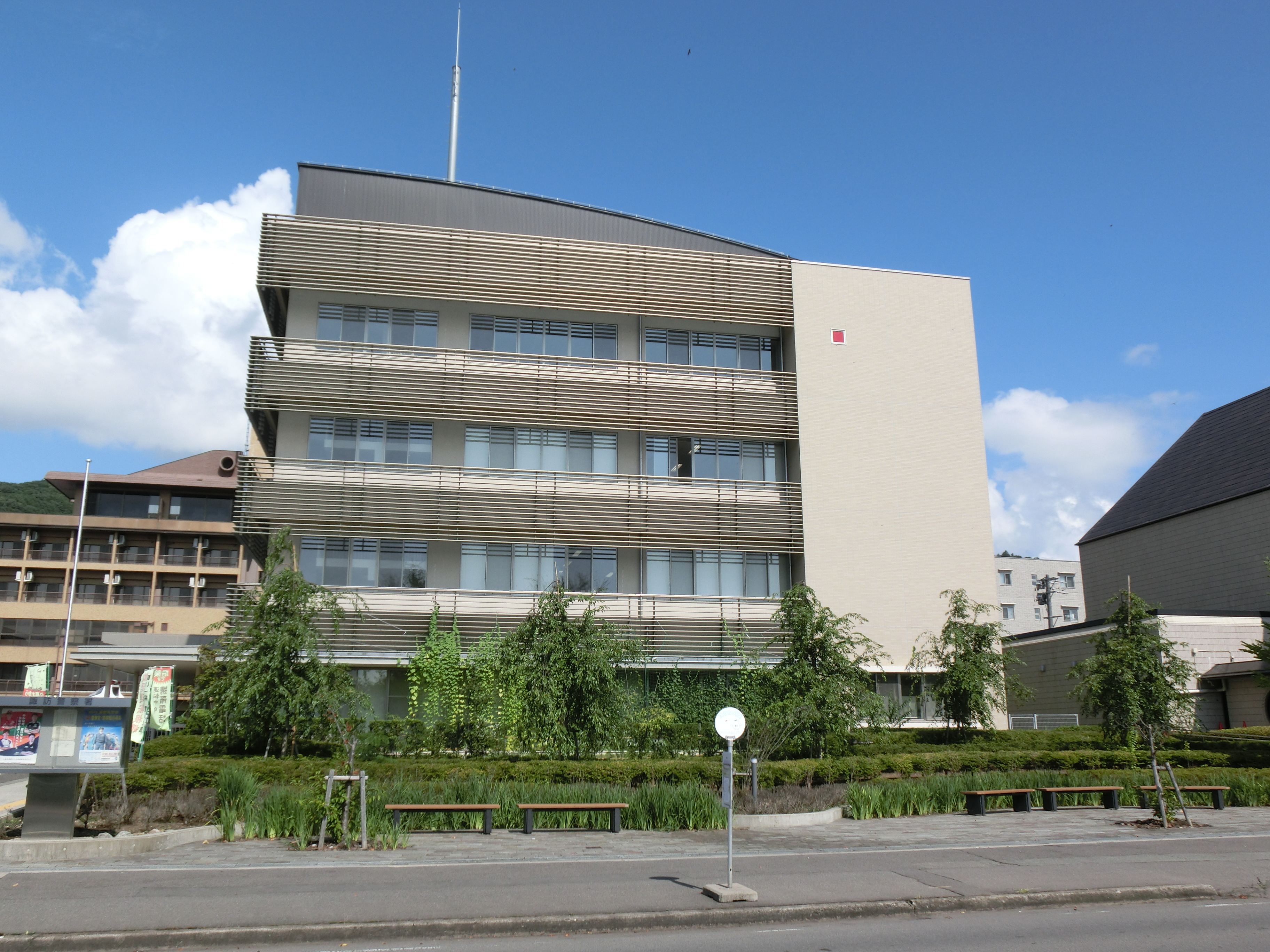
諏訪警察署

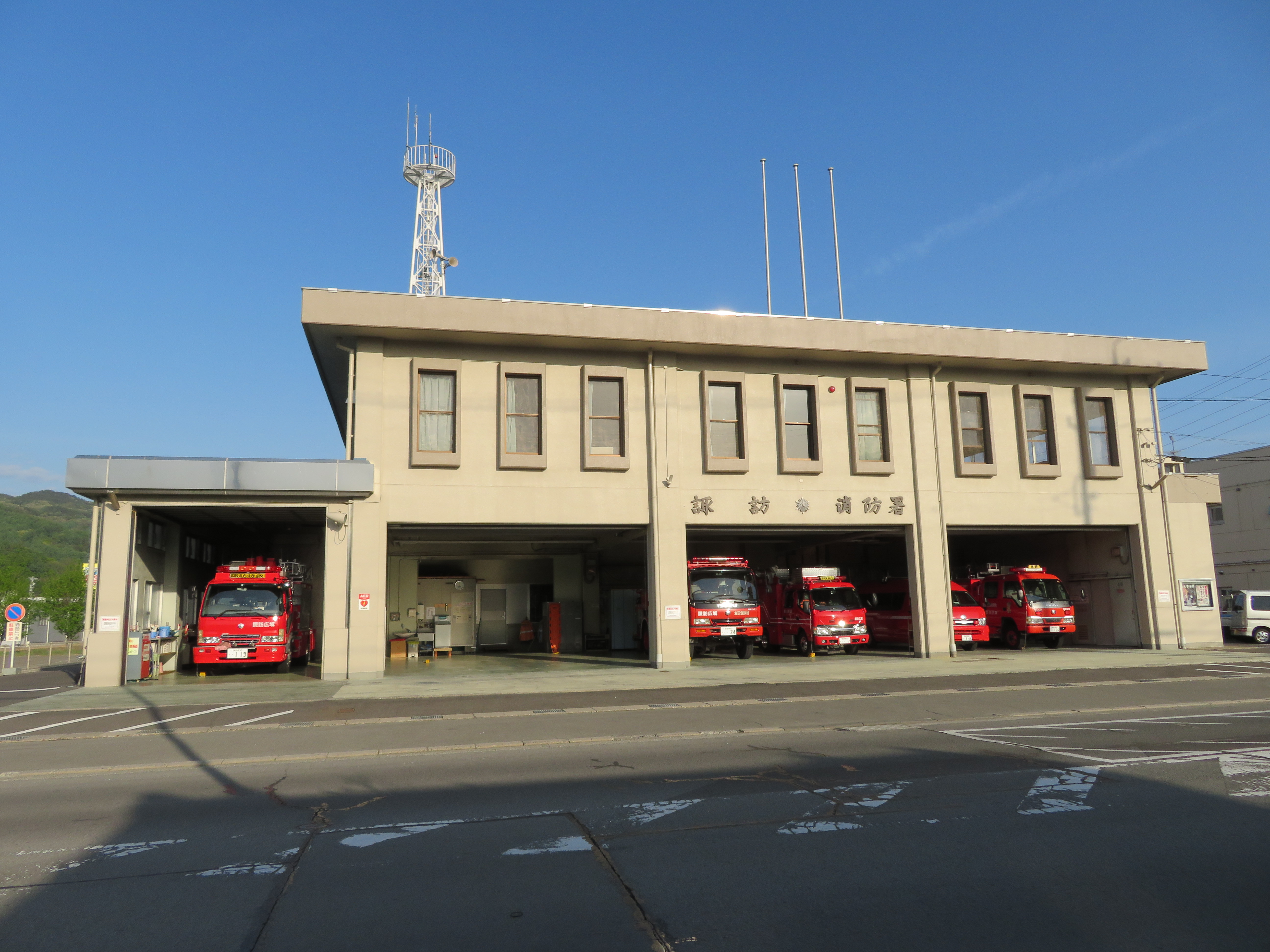
諏訪消防署

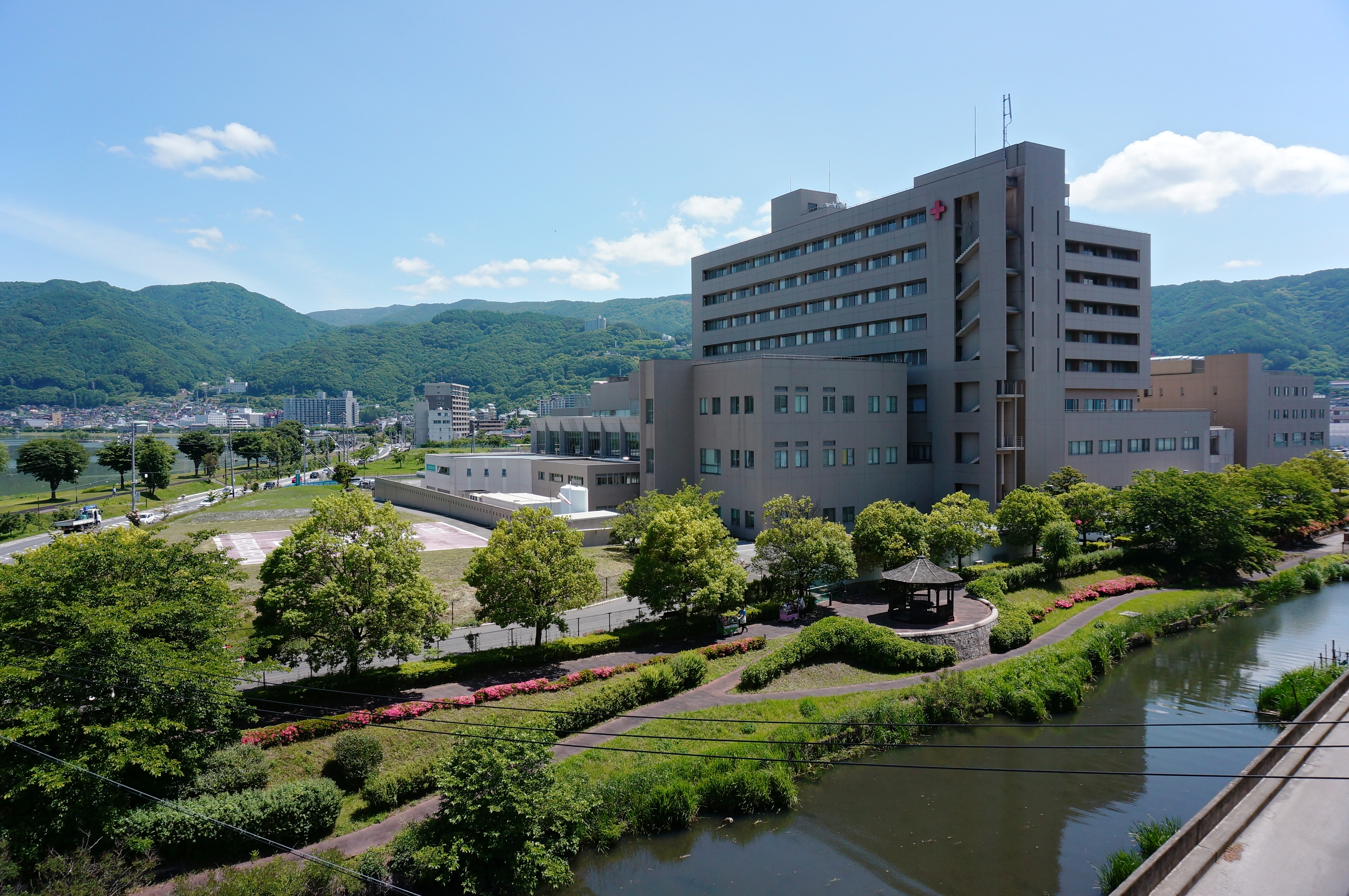
諏訪赤十字病院

#### 警察
本部
- 長野県警察 諏訪警察署

交番
- 上諏訪駅前交番（諏訪市諏訪）
- 四賀交番（諏訪市四賀）
- 豊田交番（諏訪市湖南）

#### 消防
本部
- 諏訪広域消防本部

消防署
- 諏訪消防署（諏訪市上川）

#### 医療・福祉
医療施設（2004年4月1日）
病院 4（650床）
諏訪赤十字病院、上諏訪病院、諏訪城東病院、
一般診療所：47（34床）
歯科診療所：26
助産所：2
医療関係施設
長野県赤十字血液センター諏訪出張所（旧諏訪赤十字血液センター）（献血・血液関係）
医療関係従事者数 （2002年12月末概数）
医師：115人
歯科医師:36人
薬剤師：108人
保健師：29人
助産師：27人
看護師：437人
准看護師:137人
公共保健・衛生施設
諏訪市保健センター
総合福祉
諏訪市総合福祉センター「湯小路いきいき元気館」

#### 郵便局
- 諏訪郵便局（集配局）
- 湖南郵便局
- 四賀郵便局
- 諏訪大和郵便局

- 諏訪角間郵便局
- 諏訪湖柳郵便局
- 諏訪城南郵便局
- 諏訪豊田郵便局

- 諏訪湯之脇郵便局局
- 中洲郵便局
- 諏訪福島簡易郵便局

#### 文化施設
図書館
- 諏訪市図書館
- 諏訪市立信州風樹文庫

会館・ホール
- 諏訪市文化センター

#### 運動施設
- すわっこランド（プール・温泉など）
- 諏訪湖スタジアム

## 対外関係

### 姉妹都市・提携都市

#### 国内
姉妹都市
| 都市名 | 地方     | 都道府県名 | 提携年月日                 |
| ------ | -------- | ---------- | -------------------------- |
| 伊東市 | 中部地方 | 静岡県     | 1965年（昭和40年）5月20日  |
| 秦野市 | 関東地方 | 神奈川県   | 1984年（昭和59年）10月25日 |
| 壱岐市 | 九州地方 | 長崎県     | 2005年（平成17年）10月15日 |

提携都市
| 都市名 | 地方     | 都道府県名 | 提携年月日                |
| ------ | -------- | ---------- | ------------------------- |
| 台東区 | 関東地方 | 東京都     | 1984年（昭和59年）7月10日 |

#### 海外
姉妹都市
| 都市名         | 国名               | 地域名                         | 提携年月日                |
| -------------- | ------------------ | ------------------------------ | ------------------------- |
| ヴェルグル市   | オーストリア共和国 | チロル州 クーフシュタイン郡    | 1960年（昭和35年）9月27日 |
| クンドル市     | オーストリア共和国 | チロル州 クーフシュタイン郡    | 1960年（昭和35年）9月27日 |
| セントルイス市 | アメリカ合衆国     | ミズーリ州                     | 1974年（昭和49年）9月23日 |
| アンボワーズ市 | フランス共和国     | サントル・ヴァルドロワール地方 | 1987年（昭和62年）3月4日  |

## 経済

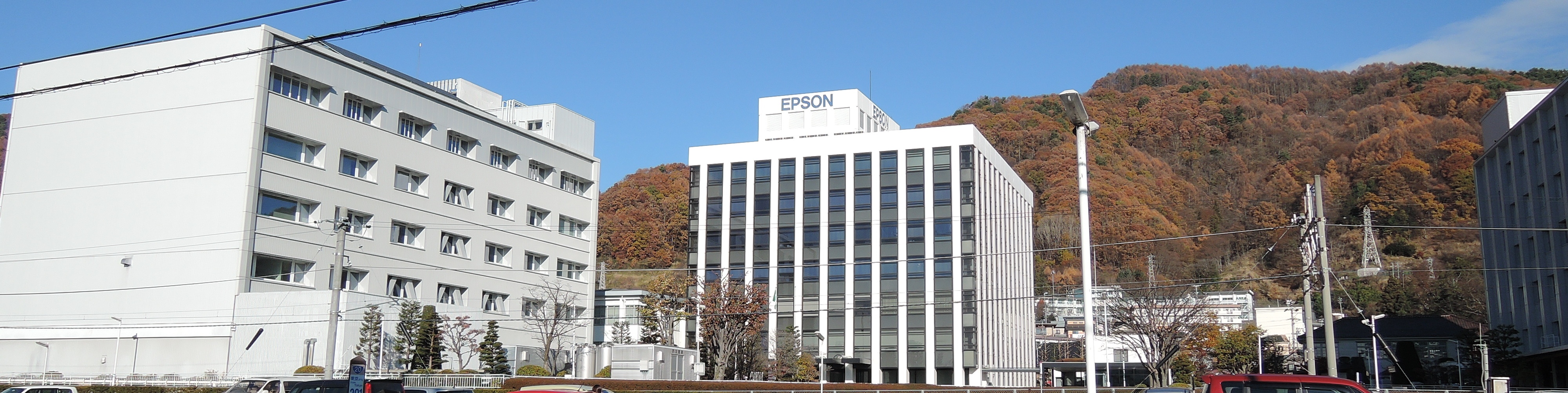
セイコーエプソン本社

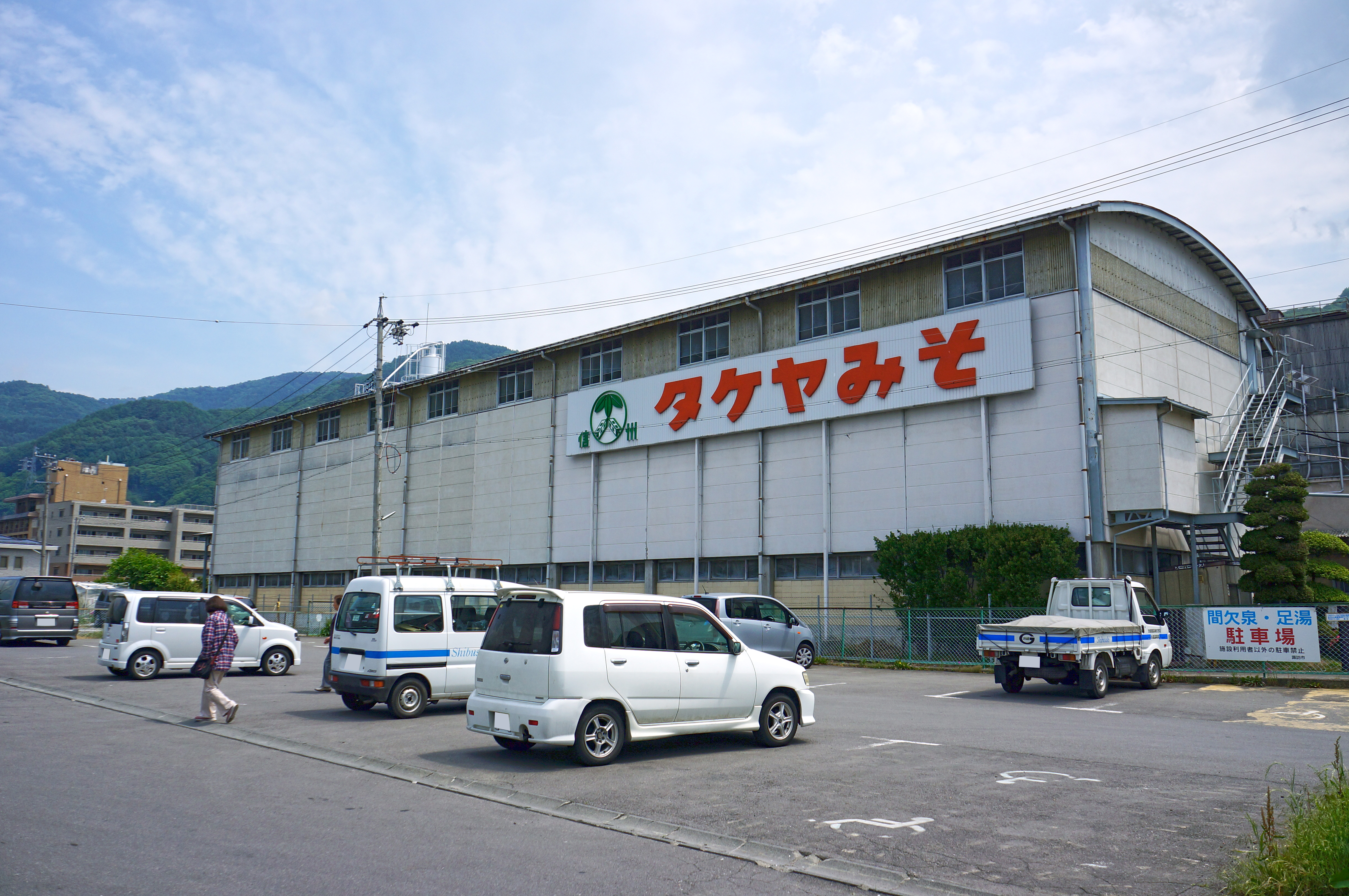
竹屋本社工場

市民所得：337.7万円/人 （1997年度推計）

### 第一次産業

#### 農業
農業従事者数（2000年2月1日農業センサス）
農家数：1,319戸（専業110戸、兼業1,209戸）
農家人口 5,690人（男 2,828人、女 2,862人）・農家率 6.4%
経営耕地面積 659.6ha （市全体面積の約6.5%、田455.7ha 畑174.2ha 樹園地 29.8ha）

#### 林業
林業従事者数（2002年度末）
森林面積：7,232ha（市全体面積の約65.8%）

### 第二次産業

#### 工業
諏訪市の産業は、明治から大正にかけては製糸業で賑わったが、セイコーの腕時計をはじめとする精密機械工業を経て、現在はセイコーエプソンを中心とするハイテク産業が栄える。
途中、東洋バルヴ株式会社の倒産（1976年）といった地域経済の危機もあったが、技術者が地域に根を下ろし、隣接する岡谷市とともに「東洋のスイス」と呼ばれた諏訪地方の精密工業発展の母体となった。
全事業所数
事業数：4,211（2001年10月1日事業所・企業統計調査）
従業者数：34,923人
工業従事者数（2003年12月31日工業統計調査）（4人以上の事業所）
事業所数：252
従業者数：5,341人
製造品出荷額等：1,013億4,904万円

#### 醸造業
諏訪地方は水が豊富であり、江戸時代から醸造業が行われてきた。江戸時代には13蔵あり、現在でも9蔵が残っている。このうち諏訪市には5蔵あり、全てが国道20号線沿いに位置している。この5つの蔵をまとめて諏訪五蔵という。諏訪五蔵では毎年春と秋に「上諏訪街道呑みあるき」を開催。2018年秋は2日間両日2000人限定で行われた。このイベントは観光客への高い訴求力を有している
。
- 諏訪五蔵
  - 伊東酒造（横笛）
  - 酒ぬのや本金酒造（本金）
  - 舞姫
  - 宮坂醸造（真澄）
  - 麗人酒造（麗人）

### 第三次産業

#### 商業
商業従事者数（2002年6月1日商業統計調査）
総数：946
従業者数：6,249人
商品販売額：2,145億円
卸売事業所数：282
従業者数：2,142人
商品販売額1,390億円
小売事業所数：664
従業者数：4,107人
商品販売額：755億円
飲食店：217（1992年10月1日商業統計調査）
従業者数：1,144人
商品販売額：86億円
主な商業施設
- 諏訪ステーションパーク
- くらすわ（養命酒製造）
- アーク諏訪
- ReBuilding Center Japan
- 諏訪市場（旧・諏訪市公設地方卸売市場、水産物および青果物の卸売拠点）

### 金融機関
- 八十二銀行 諏訪支店(諏訪市指定金融機関)
- 三井住友銀行 諏訪支店
- 長野銀行 諏訪支店
- 諏訪信用金庫 市内に5支店

### 拠点を置く企業
- セイコーエプソン（本社(登記上の本店は東京都新宿区)、精密機械）
- ミスズ工業（本社、精密部品）
- ライト光機製作所（本社、ライフルスコープ（英語版）、双眼鏡、望遠鏡等の光学機器）
- 竹屋（本社、味噌の製造・販売）
- 神州一味噌（登記上の本店、サッポログループ、味噌の製造・販売）
- 宮坂醸造（創業地、酒類〈真澄〉の製造・販売）
- 伊東酒造（本社、酒類〈横笛〉の製造・販売）
- 舞姫（本社、酒類〈翠露、信州舞姫〉の製造・販売）
- 麗人酒造（本社、酒類〈麗人〉の製造・販売）
- 酒ぬのや本金酒造（本社、酒類〈本金〉の製造・販売）
- 鳥影社（本社、書籍出版）
- 諏訪ガス（本社、一般ガス事業）
- 諏訪エネルギーサービス（本社、地域熱供給事業）
- 日本ルーフ（本社、京セラ製ソーラー発電システムの販売・施工）
- 小平楽器（本社、入門用ギター製造）
- 長野日報社（本社、新聞業）
- テンホウ・フーズ（本社、ラーメンチェーン）
- ピーエムオフィスエー（本社、プラスチック製品）
- 太田屋（本社、葬祭業・小売業・サービス業）

## 教育・研究機関

### 大学
国立
- 信州大学理学部附属湖沼高地教育研究センター諏訪臨湖実験所

私立
- 放送大学 長野学習センター

### 専修学校
- 諏訪赤十字看護専門学校
- エプソン情報科学専門学校
- 長野県福祉大学校

### 高等学校
県立
- 長野県諏訪清陵高等学校※中高併設
- 長野県諏訪実業高等学校
- 長野県諏訪二葉高等学校

私立
- 信州KO高等学院

### 中学校
市立
- 諏訪中学校
- 諏訪南中学校

- 上諏訪中学校
- 諏訪西中学校

県立
- 長野県諏訪清陵高等学校附属中学校※中高併設

### 小学校
市立
- 城南小学校
- 中洲小学校
- 豊田小学校

- 四賀小学校
- 湖南小学校
- 上諏訪小学校（旧高島小学校、旧城北小学校が2021年に統合）

### その他の教育施設
- 蓼科保養学園（小学校5年生の保養施設、所在は茅野市）
- 諏訪中央自動車学校

## 交通

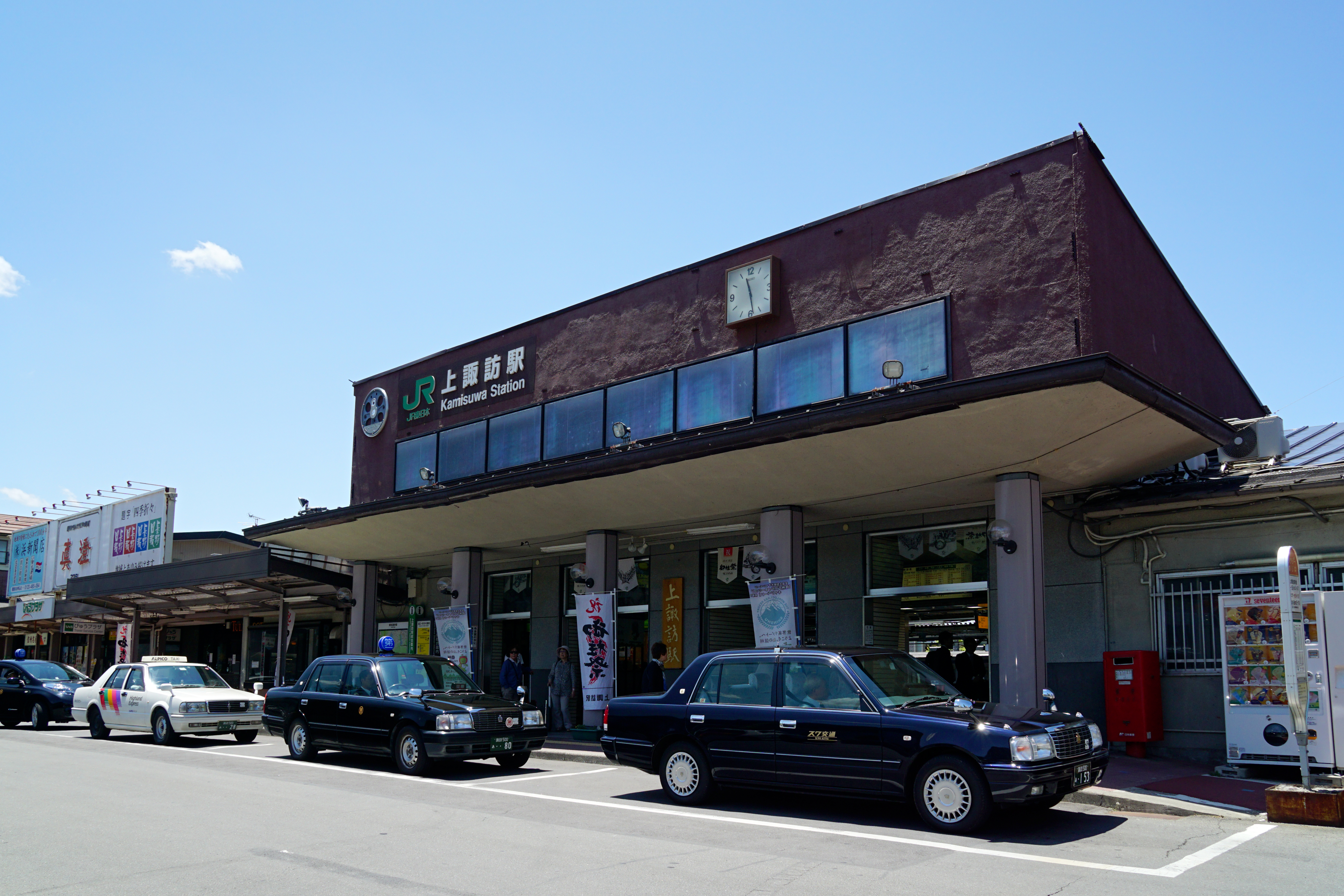
上諏訪駅

### 鉄道
中心となる駅：上諏訪駅

#### 鉄道路線
東日本旅客鉄道（JR東日本）
- 中央本線：- 上諏訪駅 -

ただし、市内南部の一部地区においては、隣接する茅野市の茅野駅が最寄り駅になる地域がある。

#### 他都市への連絡
諏訪地域内輸送
- 茅野市 - 普通列車：約6分（上諏訪駅 - 茅野駅）
- 岡谷市 - 普通列車：約10分（上諏訪駅 - 岡谷駅）
- 下諏訪町 - 普通列車：約4分（上諏訪駅 - 下諏訪駅）
- 富士見町 - 普通列車：約20分（上諏訪駅 - 富士見駅）

隣接地域都市間輸送
- 塩尻市 - 普通列車：約20分（上諏訪駅 - みどり湖駅経由 - 塩尻駅）
- 松本市 - 普通列車：最短で約35分、特急「あずさ」：20分 - 30分（上諏訪駅 - みどり湖駅経由 - 松本駅）
- 伊那市 - 普通列車：約1時間（上諏訪駅 - 辰野駅経由 - 伊那市駅）
- 北杜市（山梨県） - 普通列車：約40分（上諏訪駅 - 長坂駅）、特急「あずさ」：約20分（上諏訪駅 - 小淵沢駅）

県庁への連絡
- 長野市 - 普通列車：最短で約2時間、優等列車：普通列車または特急「あずさ」で塩尻駅もしくは松本駅まで行き、特急「しなの」に乗り換え：約1時間30分（待ち時間を除く）

広範囲な連絡
- 新宿（東京都）
  - 特急「あずさ」：約2時間5分から約2時間30分（上諏訪駅 - 新宿駅）
  - 中央高速バス「新宿 - 諏訪・岡谷・茅野線」：約3時間10分 - 3時間45分（上諏訪駅前 - バスタ新宿）
- 名古屋（愛知県） - 普通列車で塩尻まで行き、塩尻より特急「しなの」に乗り換え：合計約2時間20分（待ち時間を除く、上諏訪駅 - みどり湖駅・塩尻駅経由 - 名古屋駅）
- 甲府（山梨県） - 普通列車：最短で約1時間10分、特急「あずさ」：最短で約40分（上諏訪駅 - 甲府駅）

### バス

#### 路線バス
- アルピコ交通（通称・諏訪バス）
- かりんちゃんバス
- スワンバス（諏訪湖周遊バス）
- 水陸両用バス

### 道路

#### 高速道路
中日本高速道路（NEXCO中日本）
- E20中央自動車道：- 諏訪IC - 諏訪湖SA/SIC -

#### 国道
- 国道20号
  - 諏訪バイパス

市内で2箇所、中央本線と踏み切りで交差することから渋滞の発生が日常化し、渋滞解消のため1964年からさまざまな議論などが行われている。
国が、街づくりを推進する上で、踏み切り解消と立体交差工事を広範囲にわたる事業が行える機会として、連続立体交差事業区間において、市街地再開発事業や都市計画事業、街路事業などの具体的な街づくり事業を伴わせることを事業実施の条件としている。そのため、諏訪市では駅周辺の開発などに関わる議論が行われてきたが、進展がみられず、この計画は遅々として進んでいない。参考 国道20号諏訪バイパス

#### 県道
主要地方道
- 長野県道16号岡谷茅野線
- 長野県道40号諏訪白樺湖小諸線
- 長野県道50号諏訪辰野線

一般県道
- 長野県道183号神宮寺諏訪線
- 長野県道194号霧ヶ峰東餅屋線
- 長野県道424号諏訪茅野線
- 長野県道442号諏訪箕輪線
- 長野県道487号諏訪湖四賀線

### ナンバープレート
諏訪ナンバー
ご当地ナンバーである諏訪ナンバー（長野運輸支局松本自動車検査登録事務所）が割り当てられている。2006年10月9日までは松本ナンバーが割り当てられていた。

## 情報・生活

### マスメディア

#### 通信社
- 時事通信社諏訪支局
- 日刊工業新聞諏訪支局

#### 新聞社
- 長野日報本社
- 諏訪市民新聞社（岡谷市民新聞社）
- 信濃毎日新聞諏訪支社・週刊すわ編集室
- 朝日新聞諏訪支局
- 読売新聞諏訪支局
- 毎日新聞諏訪通信部
- 中日新聞諏訪通信局
- 毎夕新聞社（『諏訪毎夕新聞』発行、2004年廃刊）

#### 放送局
- NHK長野放送局諏訪支局
- 信越放送諏訪放送局
- 長野放送諏訪支局
- 長野朝日放送諏訪支局
- テレビ信州諏訪支局
- エルシーブイ本社

### ライフライン

#### 電力
- 中部電力

#### 電信

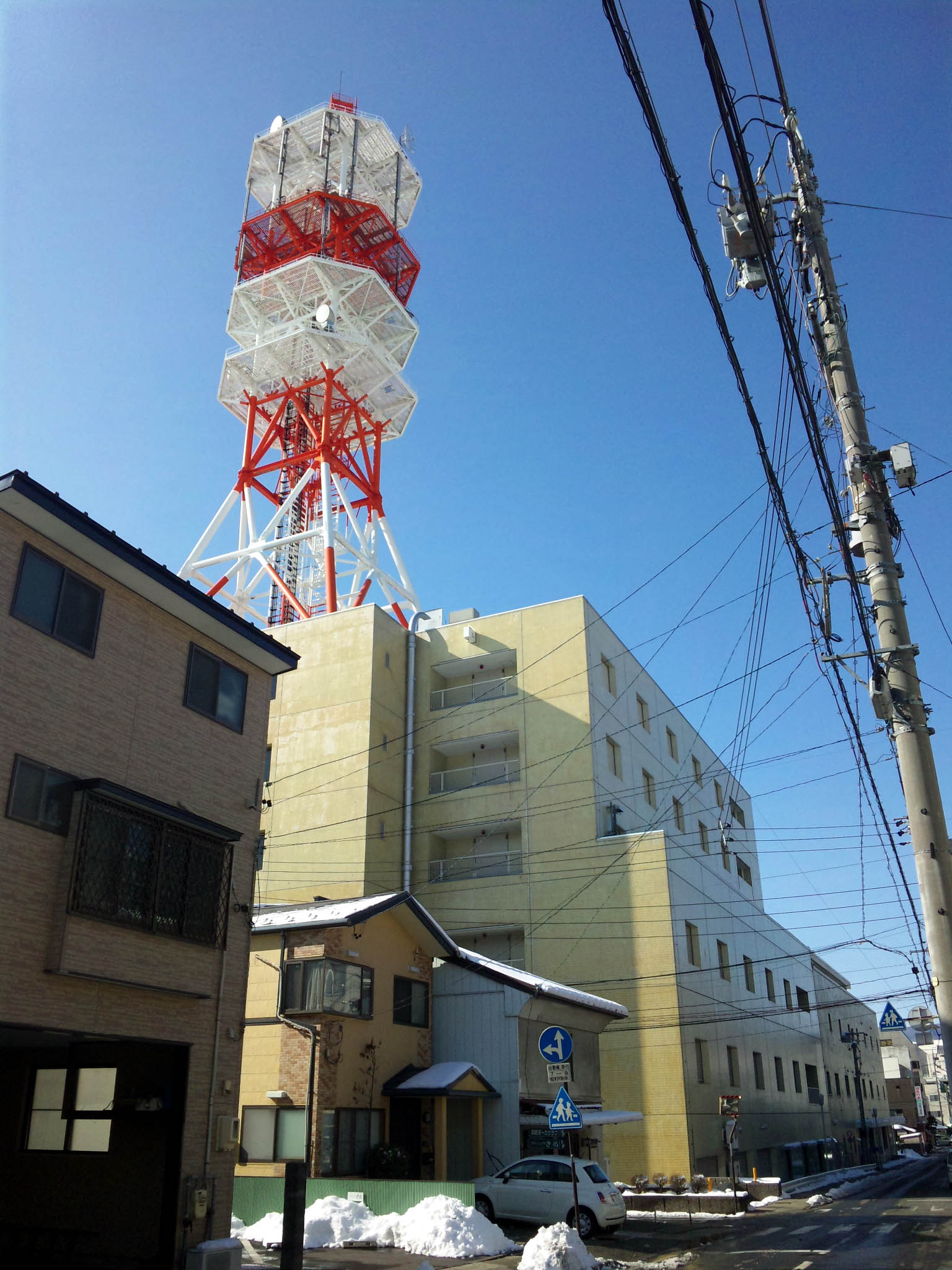
NTT東日本 諏訪

- NTT東日本

## 観光

立石公園から見た諏訪湖

### 名所・旧跡

#### 城郭・陣屋
- 高島城（別名：諏訪の浮城、島崎城）
- 桑原城址
- 有賀城址

#### 神社
- 諏訪大社本宮

寅・申の年に御柱祭（式年造営御柱大祭）
- 藤島社
- 八剣神社
- 手長神社
- 足長神社
- 初島神社
- 先宮神社

#### 寺院
- 温泉寺 - 和泉式部の墓
- 頼重院
- 貞松院
- 教念寺
- 江音寺
- 地蔵寺
- 正願寺
- 法華寺
- 仏法紹隆寺
- 諏訪善光寺 - 長野県内に3つある善光寺の1つ。
- 永久寺
- 阿弥陀寺

#### 遺跡
- 茶臼山遺跡
- 旧御射山遺跡
- フネ古墳

#### 史跡
- 高島藩主諏訪家墓所

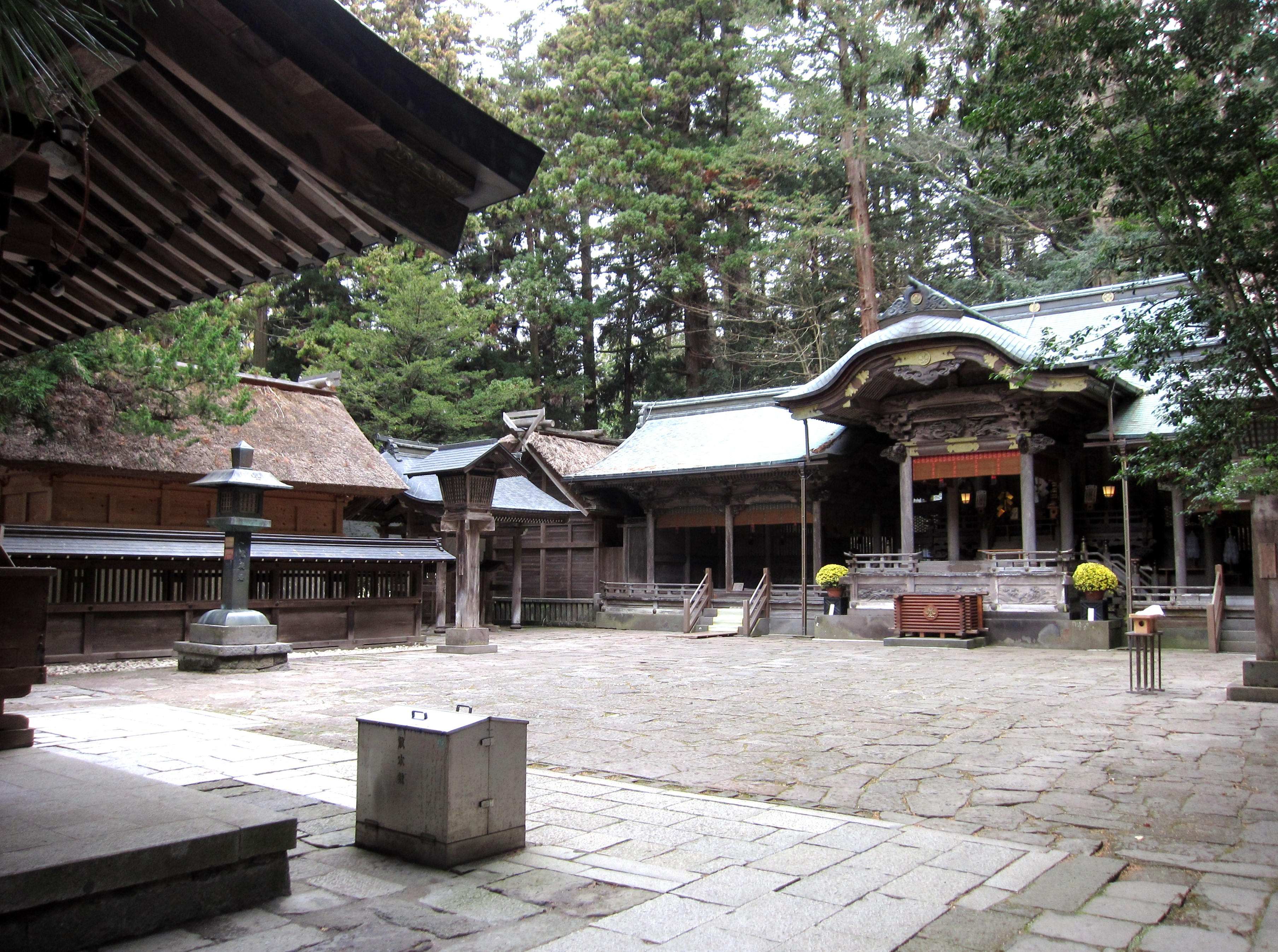
諏訪大社本宮
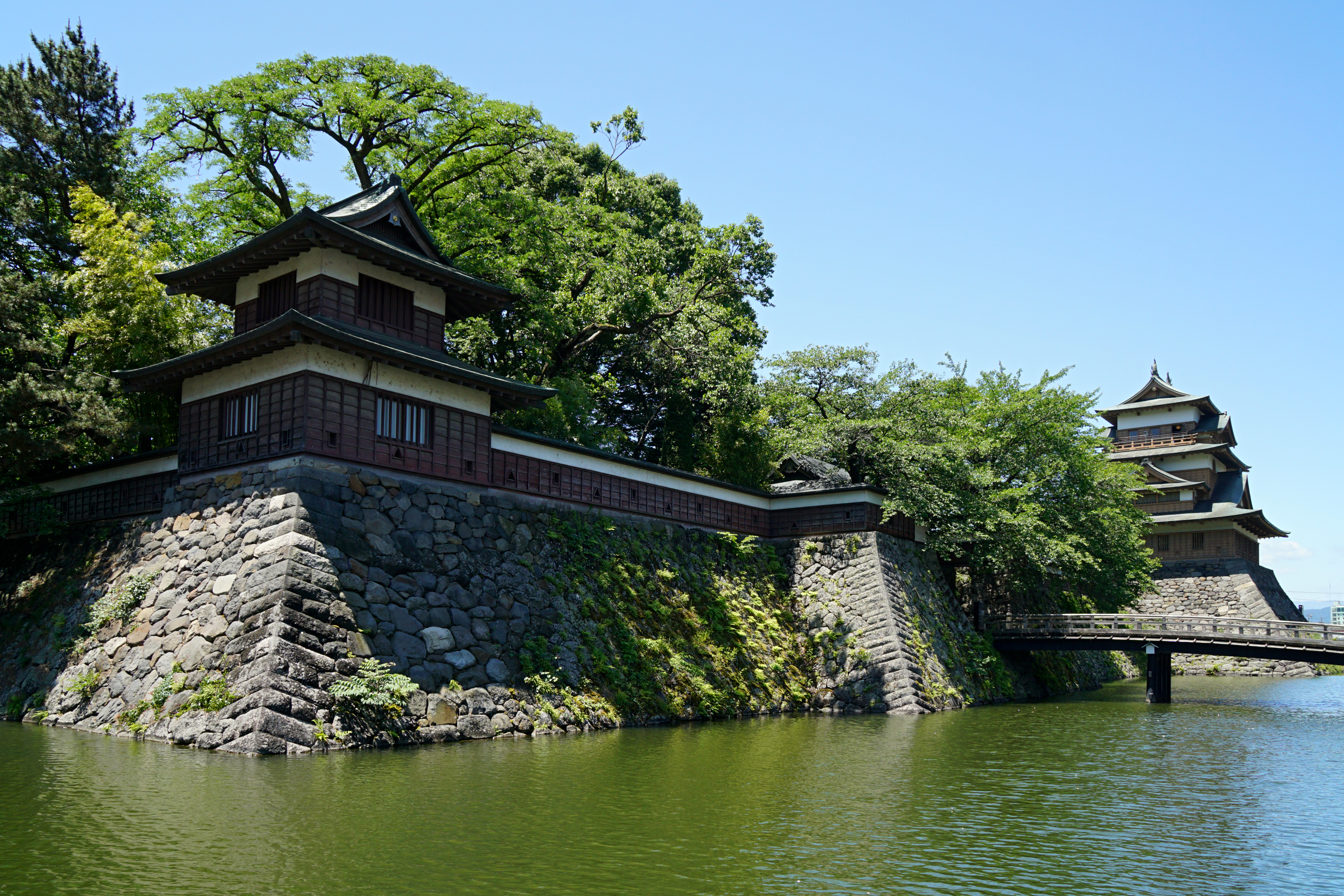
高島城

### 観光スポット
美術館・博物館

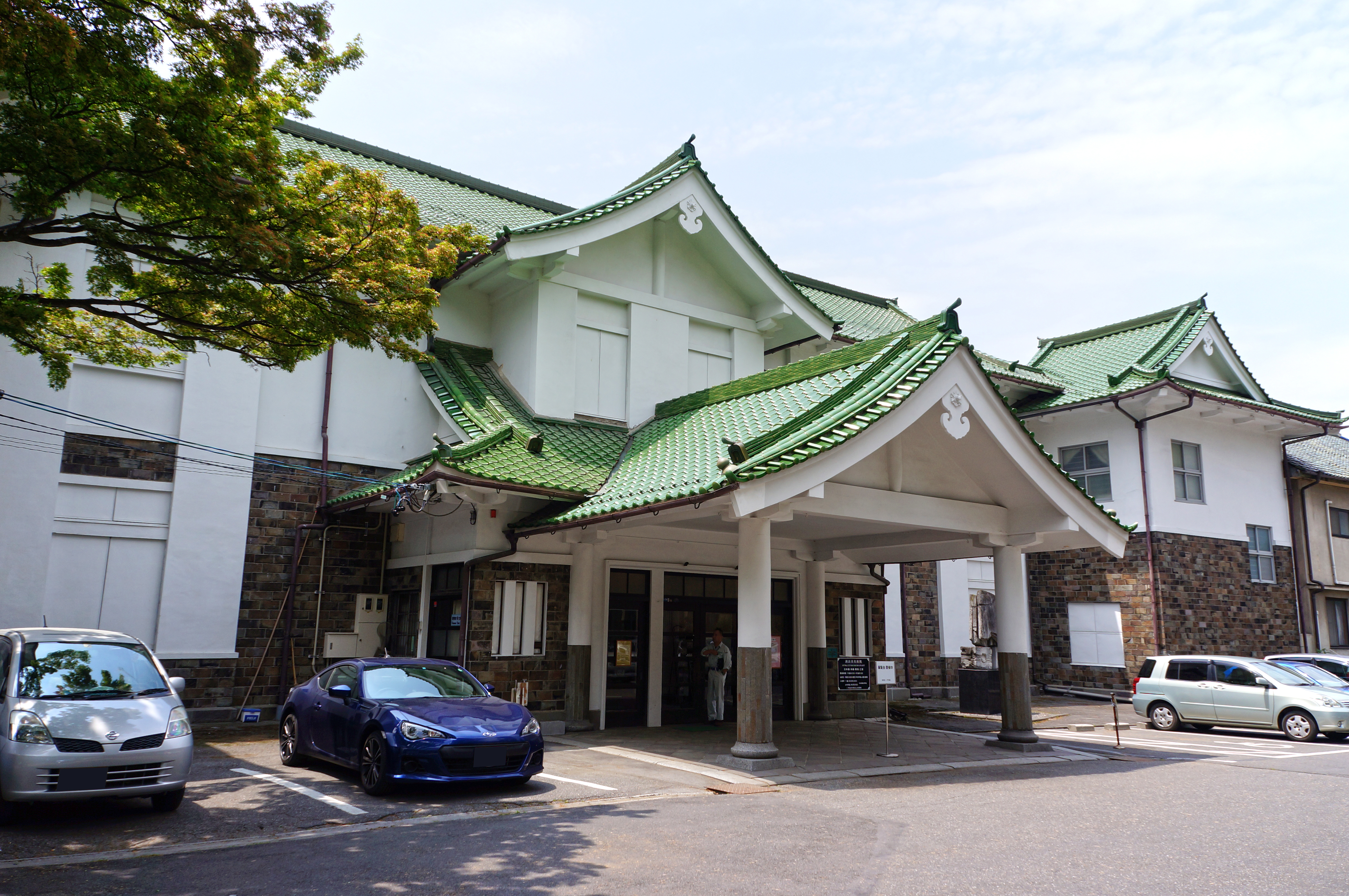
諏訪市美術館
（2004年4月1日現在、日本画156点、洋画643点、彫刻180点、工芸99点、書12点）
- 諏訪市博物館
（2004年4月1日現在、展示品 2,834点、収蔵品 40,115点、寄託品 8,200点）
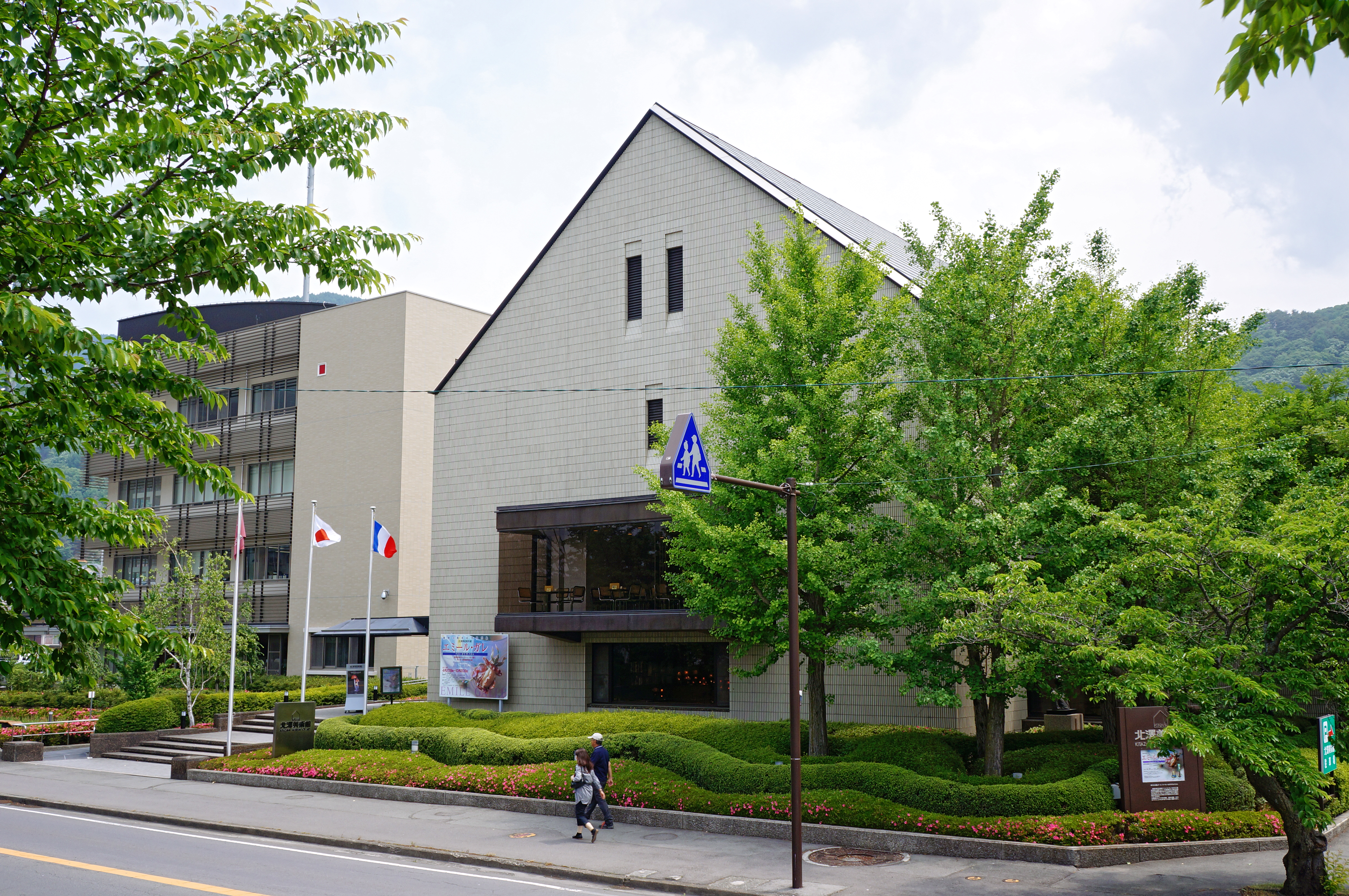
諏訪市原田泰治美術館
地元出身の画家原田泰治の個人美術館。名誉館長は友人の歌手、さだまさし
- 北澤美術館本館
- SUWAガラスの里の美術館
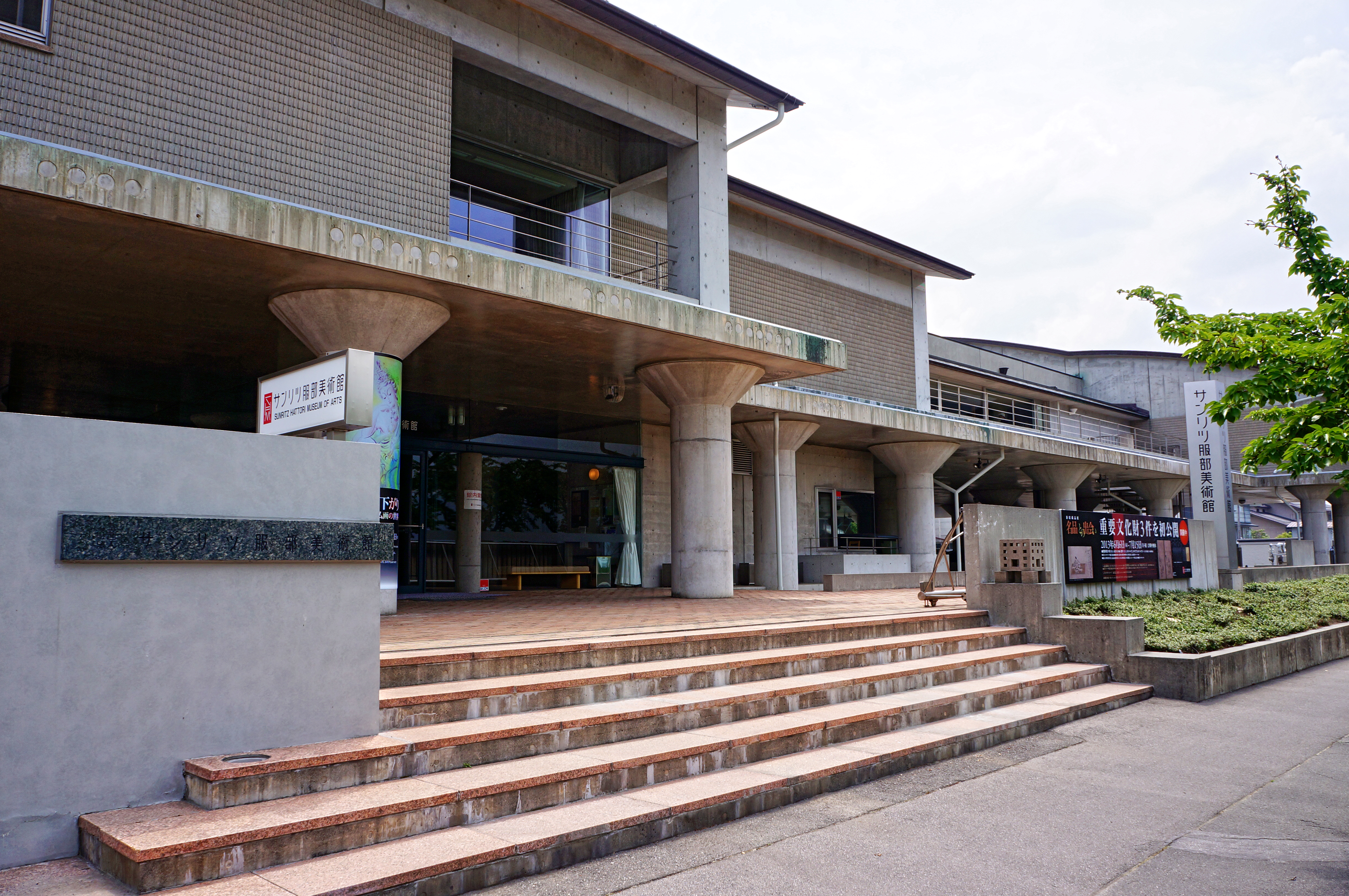
サンリツ服部美術館
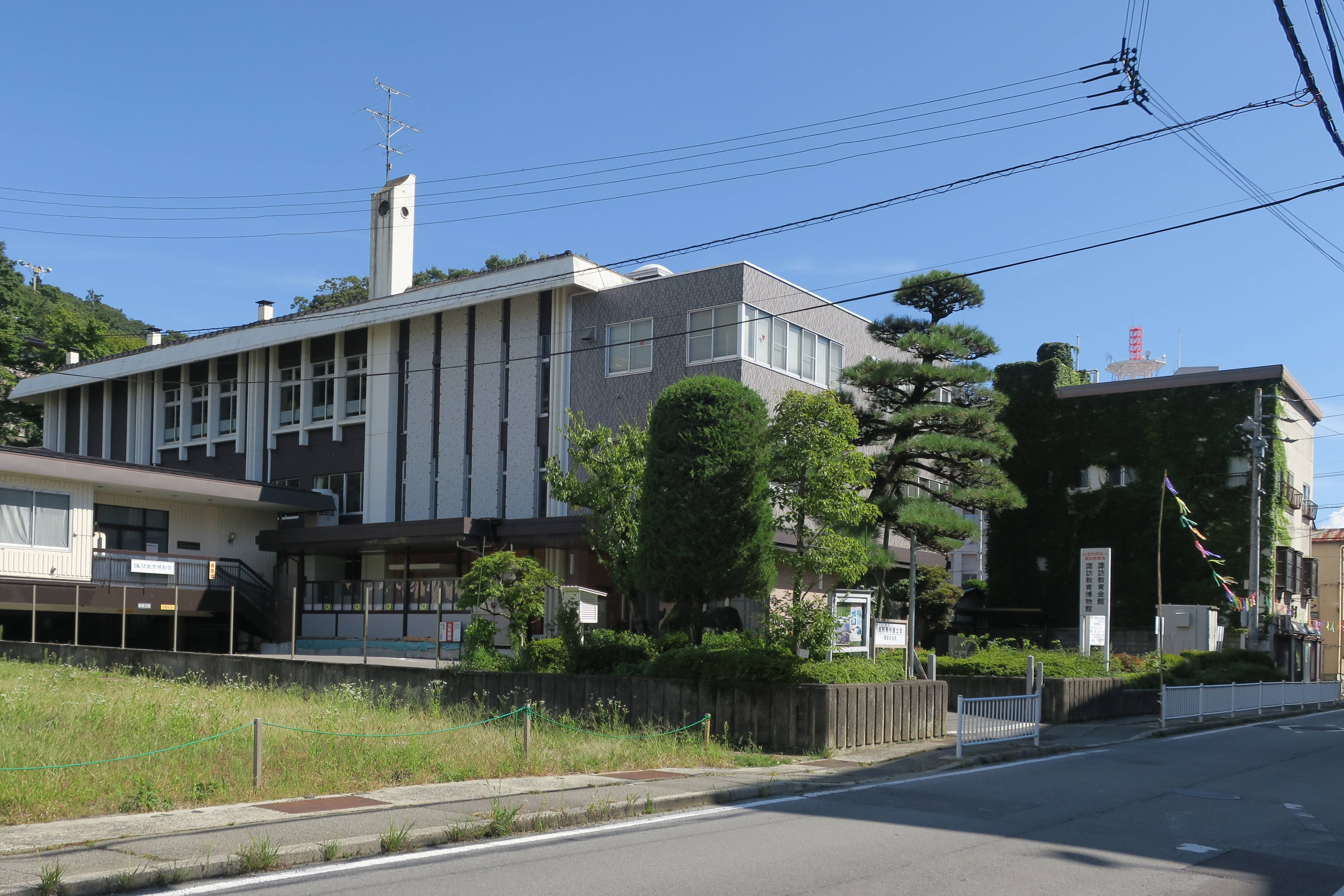
諏訪教育会館・諏訪教育博物館
国宝 楽焼白片身変茶碗（銘不二山／本阿弥光悦作）を所蔵。

- 諏訪市美術館
- 北澤美術館本館
- サンリツ服部美術館
- 諏訪教育会館・諏訪教育博物館

温泉

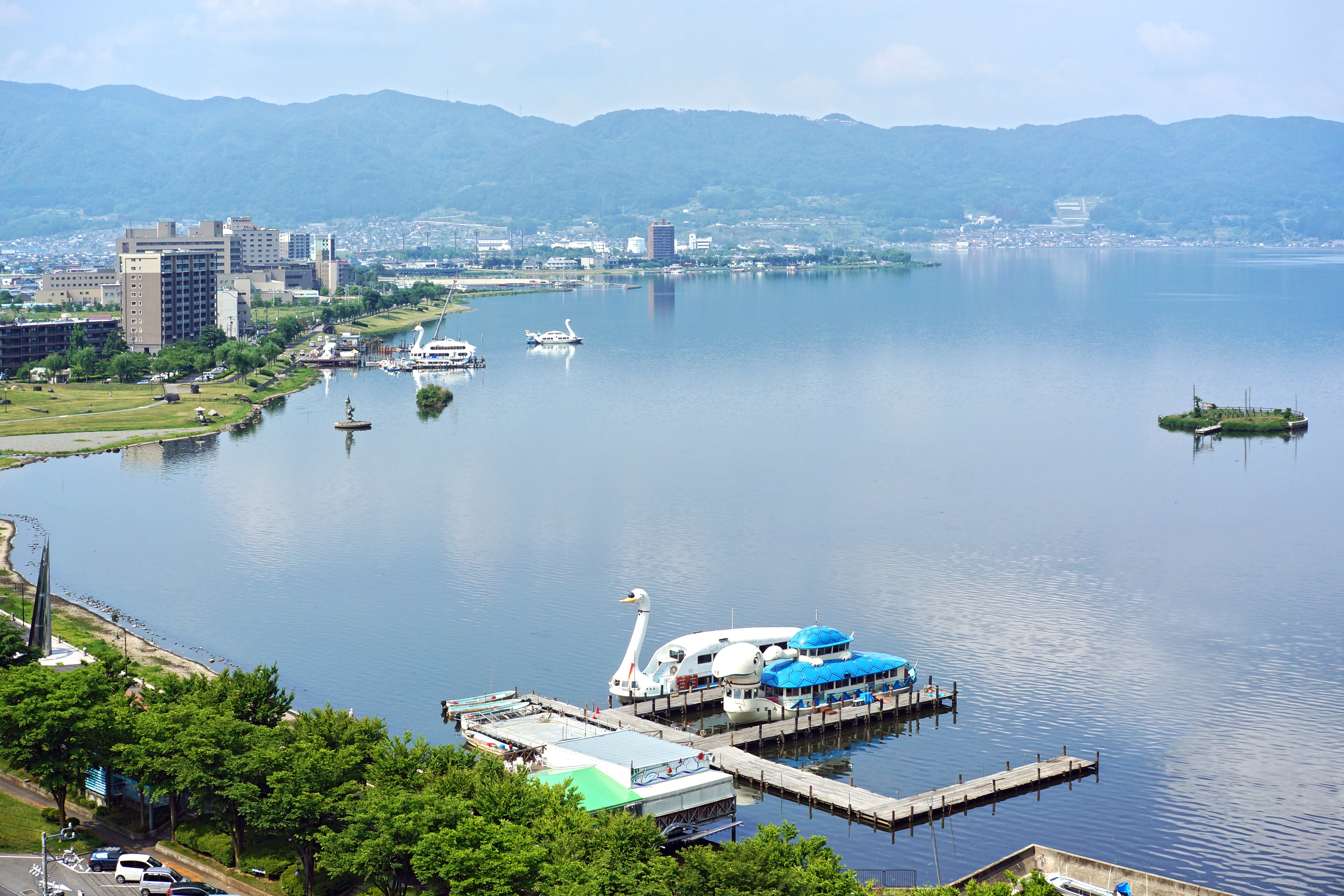
上諏訪温泉
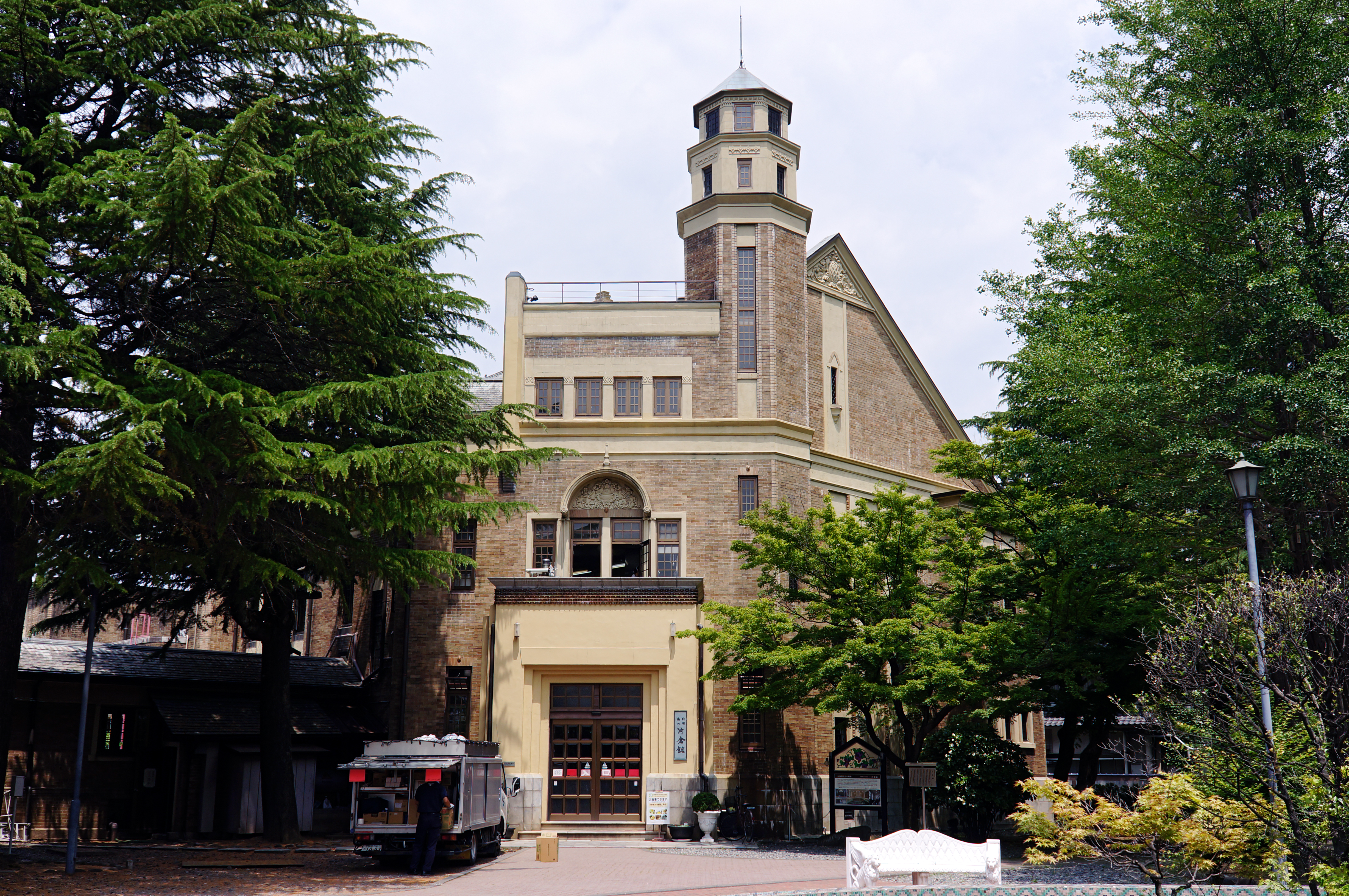
片倉館
  - 片倉館

- 上諏訪温泉
- 片倉館

### 名勝・景勝
- 霧ヶ峰高原

八島ヶ原植物群落、踊場湿原（池のくるみ）植物群落、車山樹叢、湿原および草原植物群落から成る霧ヶ峰湿原植物群落は国指定の天然記念物である。亜高山性植物の宝庫で、コバイケイソウ、レンゲツツジ、ニッコウキスゲ、マツムシソウ、ススキ等が春夏秋冬替わって咲き乱れる。他グライダー（グライダーふれあい館）やスキー（ファミリーゲレンデ霧ヶ峰スキー場）も楽しむことが出来る。

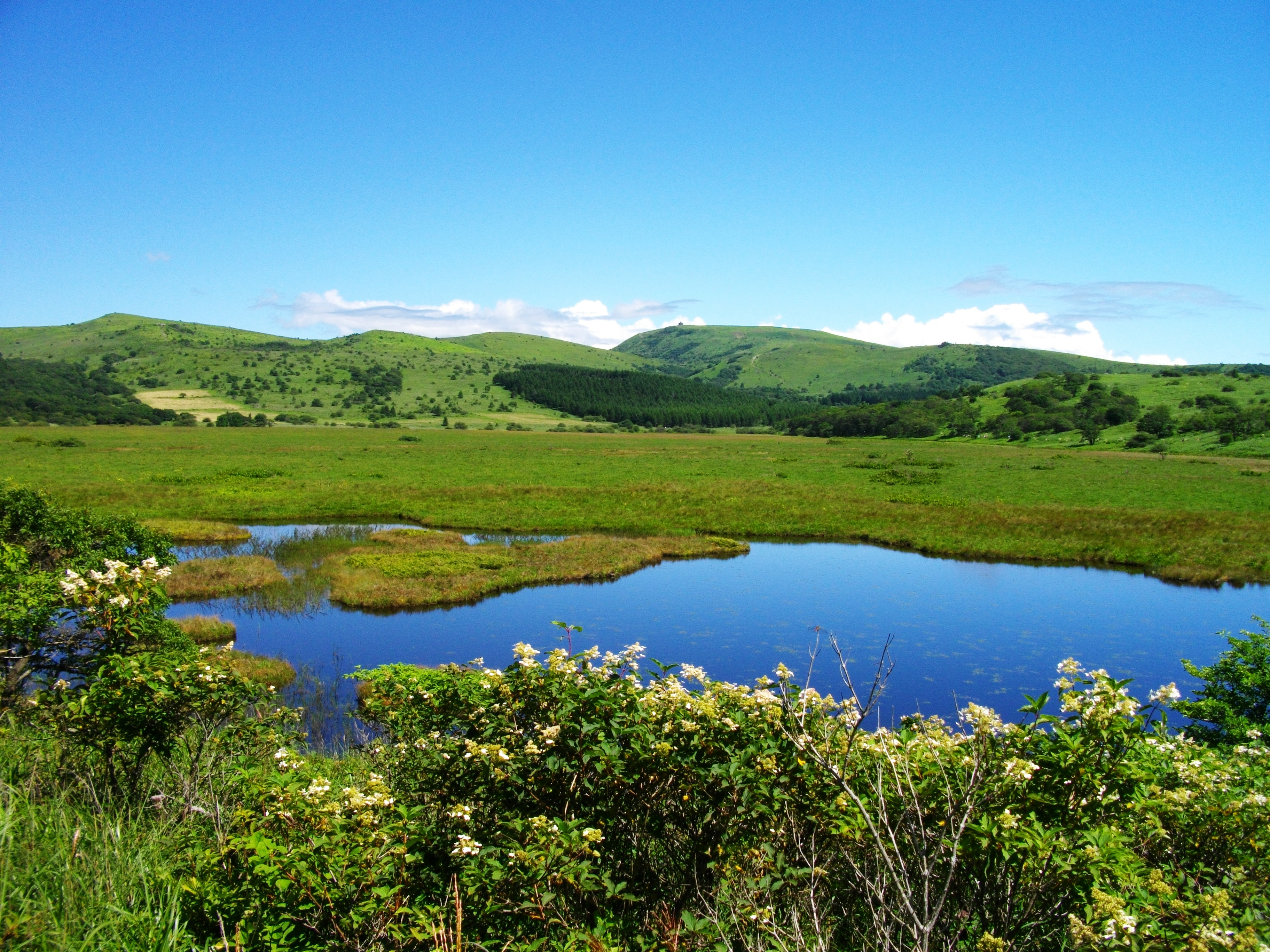
霧ヶ峰高原の八島ヶ原湿原
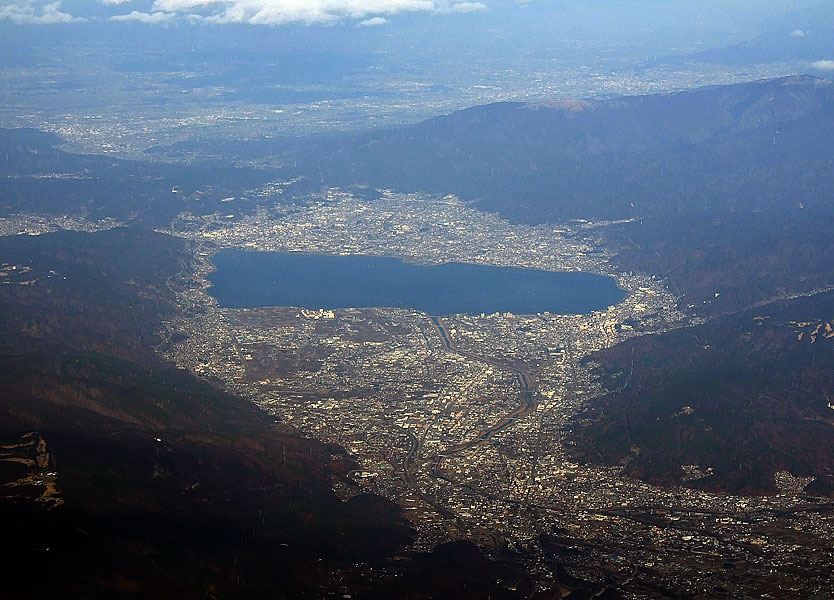
諏訪湖

長野県最大の湖。湖周は約16kmで、岡谷市、下諏訪町にも接している。諏訪市内においては、ジョギングロード、湖畔公園、石彫公園、ふれあいなぎさ、初島などが整備されており、遊覧船の発着所もある。また、周囲には諏訪市原田泰治美術館、SUWAガラスの里の美術館、サンリツ服部美術館や片倉館などがある。高台にある立石公園は眺望が良く、「日本の夜景100選」、「日本夜景遺産」、「信州のサンセットポイント100選」に選定されている。
- ザゼンソウの里公園
- 蓼の海公園

- 霧ヶ峰高原の八島ヶ原湿原
- 諏訪湖

## 文化・名物

### 祭事・催事
- 諏訪大社式年造営御柱大祭（寅年、申年の4月、5月）
- 小宮御柱祭（原則寅年、申年の夏から秋にかけて。一部例外あり）
- 高島城祭
- 諏訪よいてこ

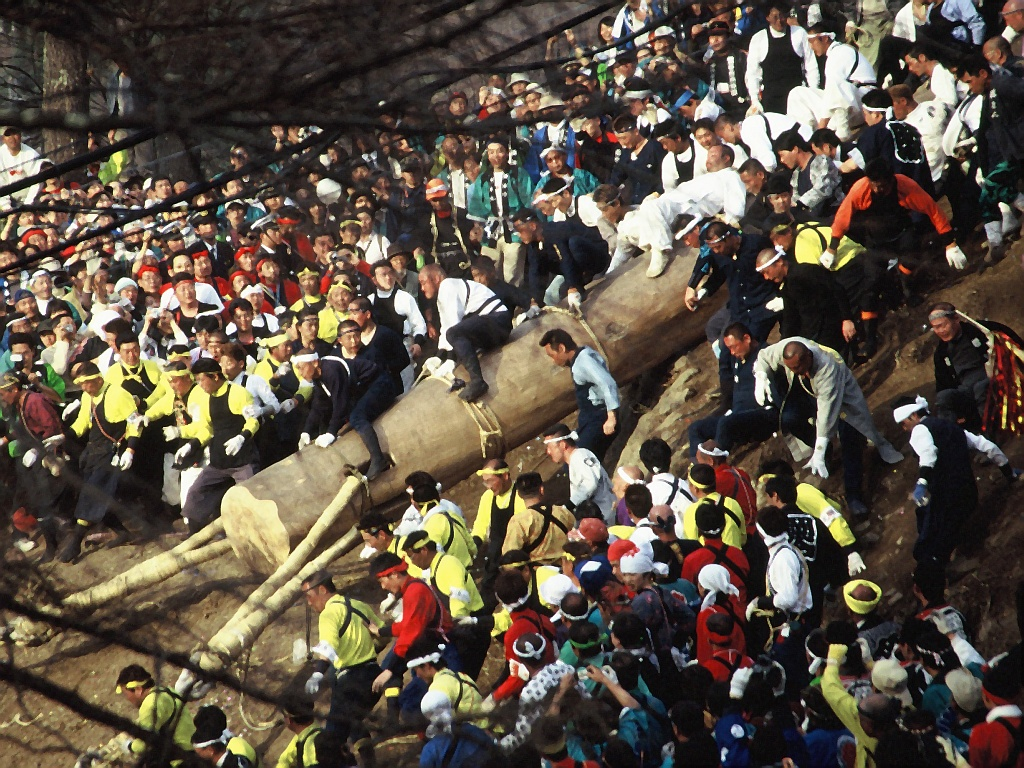
御柱祭
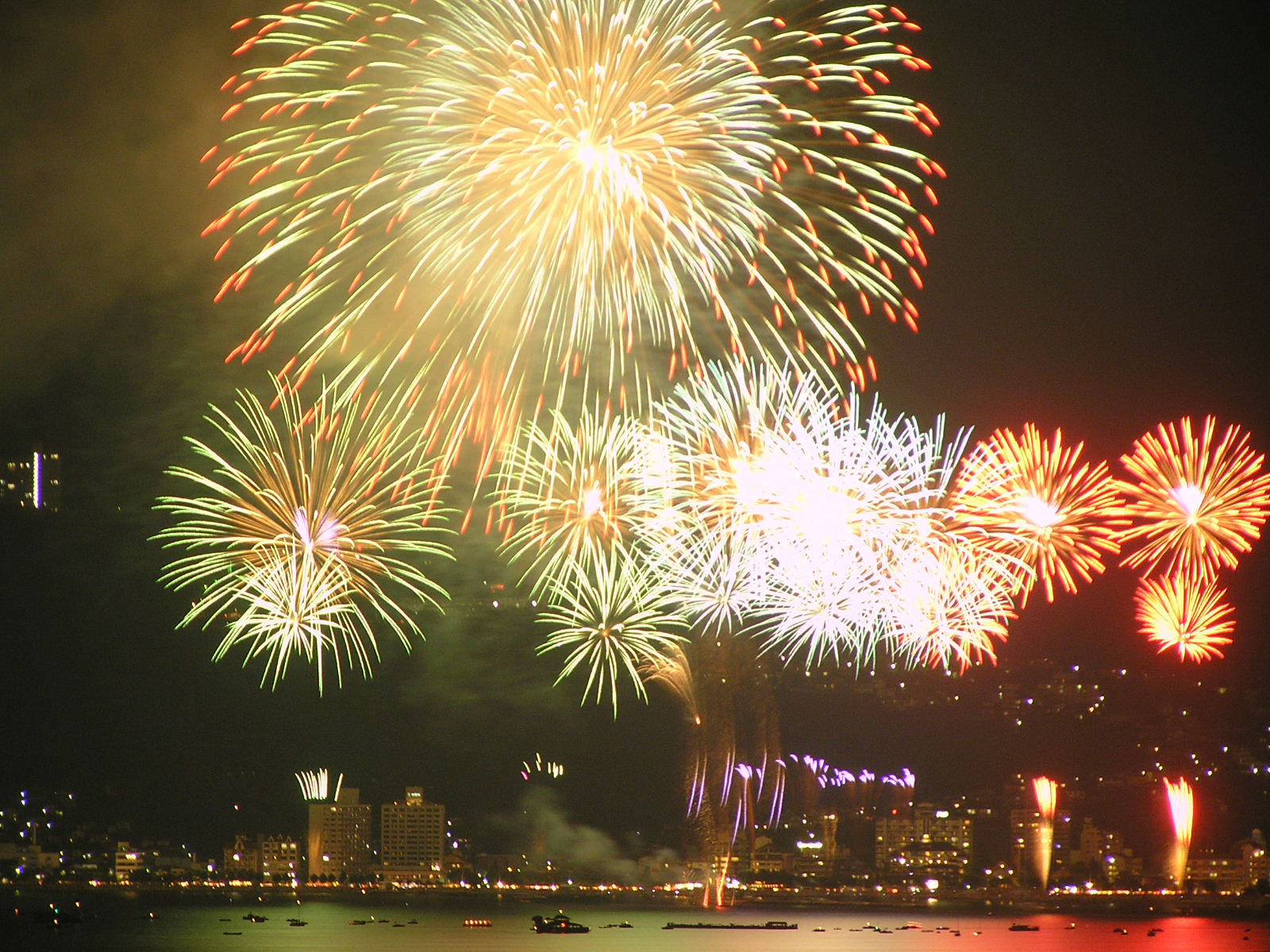
諏訪湖まつりおよび湖上花火大会
- 全国新作花火競技大会
- サマーナイトファイヤーフェスティバル
- 全日本足こぎボート最速チャンプ決定戦S-1（スワン）グランプリ
- スワンアスロン世界大会
- スワコエイトピークストライアスロン大会
- 上諏訪街道まちあるき呑みあるき
- ふれアイスin諏訪
- 諏訪湖マラソン[17]
- カーフェスタ諏訪湖

- 御柱祭
- 諏訪湖まつり湖上花火大会

### 名産・特産
- 地酒
- 時計
- 信州みそ天丼
- 楽焼白片身変茶碗
- 大社煎餅
- 鳥パン
- かりん（マルメロ）[1] - 江戸時代より「かりん」として栽培が始まり、明治以降栽培面積が拡大した。このころ当該作物が呼称通りカリンなのか、はたまた実際にはマルメロなのかで論争が起こり、専門家による鑑定の結果マルメロであるとの結論に至るも、かりんという呼称が定着していた当地では以降もマルメロをかりんと呼称している。1966年（昭和41年）に農家から無償提供された苗を植樹して整備された「かりん並木」では、3分の2が洋かりん（品種名はスミルナ）、3分の1が在来種の本かりん（和かりん）となっており、わずか数本であるがカリンも植えられている[18]。

## 出身関連著名人

### 出身著名人
（五十音順）
- 赤沼金三郎 - 教育者
- 鮎沢成男 - 経営学者
- 有賀槐三 - 医学者
- 有賀郁敏 - 社会学者
- 飯田茂実 - 小説家
- 飯田譲治 - 映画監督、作家
- 池田生二 - 俳優
- 石井彰 - 放送作家
- 石城謙吉 - 動物生態学者
- 一瀬益夫 - 経営学者
- 伊藤郁男 - 政治家
- 伊藤正三 - NTT西日本副社長、NTTファイナンス社長
- 伊藤長七 - 教育者
- 伊藤千代子 - 社会運動家
- 伊藤富雄 - 中洲村長、長野県副知事、郷土史家
- 伊藤松雄 - 劇作家
- 伊藤めぐみ - サッカー選手
- 伊藤有里彩 - サッカー選手
- 伊藤洋一 - 三井住友トラスト基礎研究所主席研究員
- 稲垣乙丙 - 農学者
- 今井光也 - 作曲者、諏訪交響楽団所属
- 岩波茂雄 - 岩波書店創業者
- 岩波守文 - 滋賀銀行頭取
- 岩波裕 - 声優
- 岩波嘉重 - 日本ピラー工業創業者
- 岩本亜希子 - ボート競技選手、シドニー・アテネ・北京五輪出場
- 上原三枝 - スピードスケート選手、アルベールビル五輪出場
- 牛山清人 - 美容家、ハリウッド創業者
- 牛山茂  ‐ 俳優・声優
- 牛山傳造 - 教育者、生物学者
- 牛山充 - 音楽・舞踊・浮世絵評論家
- 牛山善政 - ヤシカ創業者
- 内山森彦 - 俳優
- 大泉光一 - 国際関係論学者
- 太田敬三 - 医学者、東京医科歯科大学学長
- 岡野或男 - 東洋バルヴ社長
- 小口絵理子 - 元ニッポン放送アナウンサー
- 小口正七 - 化学者
- 小口高 - 地理学者
- 小沢豁郎 - 陸軍軍人
- 筧克彦 - 法学者
- 河西計介 - 阪神百貨店社長
- 河西健司 - 俳優
- 河西良治 - ニチメン副社長
- 笠原優子 - 女子野球選手
- 金井清 - 元市長、帝都復興院総裁官房長官
- 金井寛人 - 帝国ホテル会長
- 金子金治郎 - 国文学者
- 金子忠昭 - 工学者
- 金子真理 - プロボクサー、空手家、総合格闘家
- 鎌倉圭 - 実業家、広告クリエイター、音楽プロデューサー、税理士、シンガーソングライター
- 上島正 - 札幌開拓者
- 河合曾良 - 紀行家
- 木澤義之 - 医師
- 北澤克男 - 東洋バルヴ創業者
- 北澤國男 - 東洋バルヴ創業者
- 北沢種一 - 教育者
- 北澤利男 - 北澤バルブ創業者
- 北澤友喜 - 東洋バルヴ創業者、南信日日新聞社会長
- 北澤元男 - 東洋バルヴ創業者
- 木之下晃 - 写真家
- 木村岳風 - 吟詠家
- 功刀正行 - 環境学者
- 久保田博 - 元日本国有鉄道職員、鉄道評論家
- 呉本成徳 - 元プロ野球選手
- 桑沢清明 - 生物学者
- 小池和夫 - 湖池屋創業者
- 小池康博 - 工学者
- 古今亭雛菊 - 落語家
- 小澤悦夫 - 英語学者
- 小平祐 - 日本農薬社長
- 小平陽子 - グラフィックデザイナー
- 小林圭 - 仏ミシュラン三ッ星レストランシェフ
- 小林剛 - 全国健康保険協会初代理事長
- 小松雅雄 - 経済学者
- 五味龍太郎 - 俳優
- 小山敏靭 - 大正生命保険社長
- 斎藤信男 - 工学者
- 酒井一輝 - クライマー
- 酒井裕唯 - ショートトラックスピードスケート選手
- 佐田詠夢 - ピアニスト
- 佐田大陸 - ヴァイオリニスト
- 佐藤勝久 - タウンプロデューサー
- 佐藤光夫 - 京成電鉄社長、運輸事務次官、海上保安庁長官
- 猿渡常安 - 医師
- 渋江譲二 - 俳優
- 島木赤彦 - 歌人
- 清水雄輔 - キッツ会長
- 信州山由金 - 力士
- 諏訪彰 - 地震学・火山学研究者
- 関之 - 検事、弁護士
- 関俊一郎 - ファンゴー創業者・社長、ミックスアンドブレンド代表社員
- 関口末夫 - 経済学者
- 曽我こなみ - スピードスケート選手
- 高山猛久 - 俳優
- 武居綾蔵 - 内外綿頭取
- 武井真澂 - 画家
- 武居丈二 - 福岡県副知事、総務省自治大学校長
- 竹井みどり - 女優
- 立川義明 - 彫刻家
- 立川和四郎富棟 - 宮大工
- 茅野蕭々 - ドイツ文学者
- 千野敏子 - 教育者
- 千野光茂 - 京都帝国大学助教授、長野県諏訪清陵高等学校初代校長
- 茅野亮 - すかいらーく創業者、初代社長
- 土田耕平 - 歌人
- 土橋長兵衛 - 実業家、技術者
- 土橋光廣 - エプソン販売社長
- 土橋八千太 - 漢学者、元上智大学学長
- 遠山房吉 - 政治家
- 徳久瞳 - 柔道選手
- トースティー - パフォーマンスアーティスト
- 内藤昌 - 歴史学者
- 長坂端午 - 教育学者、文部官僚
- 中澤佑 - 海軍中将
- 中澤優子 - 画家
- 永田鉄山 - 陸軍省軍務局長、陸軍中将
- 中村勝一 - 三菱石油副社長
- 中山和子 - 国文学者
- 中山そら - シンガーソングライター
- 新村英一 - 舞踊家
- 新田次郎 - 気象学、直木賞作家
- 野口博一 - 岡谷酸素社長、元フィギュアスケート選手
- 野澤清志 - 日本原燃初代社長
- 濱健夫 - 植物学者
- 浜征彦 - 洋画家
- 林壮司 - 信越放送社長
- 原大 - 三菱東京UFJ銀行副頭取、双日会長
- 原田泰治 - 画家
- 原田フニャオ - お笑い芸人（ダンビラムーチョ）
- 原輝美 - 洋画家
- 春山明哲 - 台湾学者
- 伴俊男 - 医学者
- 平島安久 - 長野県議会議員
- 平林たい子 - 女流作家
- 平林千春 - プランナー
- 平林正司 - 歴史学者
- 藤森栄一 - 考古学者
- 藤森英二 - 元郡山市長
- 藤森慎吾 - お笑い芸人（オリエンタルラジオ）
- 藤森清一朗 - 元諏訪市長、海軍少将
- 藤森成吉 - 小説家、劇作家
- 藤森鉄雄 - 第一勧業銀行会長、東京商工会議所副会頭、東京メトロポリタンテレビジョン初代社長
- 藤森朋夫 - 歌人
- 藤森汎 - 彫刻家
- 藤森三男 - 経営学者
- 藤森康男 - 海軍中佐
- 藤森亮志 - プロサッカー選手
- 藤森良蔵 - 教育者
- 藤原咲平 - 中央気象台長、新田次郎の叔父
- 松沢義章 - 国学者
- 丸山永畝 - 日本画家
- 美川憲一 - タレント
- 御子柴宣夫 - 物理学者
- 三井親和 - 書家
- 宮坂淳 - アートディレクター・グラフィックデザイナー
- 宮坂伊兵衛 - 初代諏訪市長、宮坂醸造初代社長
- 宮坂広作 - 教育学者
- 宮坂作衛 - 貴族院多額納税者議員、上諏訪町長
- 宮坂昌利 - 東京高等裁判所判事、大阪高等裁判所判事
- 宮坂保清 - 会計学者
- 三輪知雄 - 植物学者、東京教育大学学長、筑波大学初代学長
- 武川忠一 - 歌人
- 守屋弘斎 - 僧侶、東大寺第214世別当
- 両角守一 - 銀行家、考古学者
- 両角彦六 - 衆議院議員、弁護士
- 両角寛文 - KDDI副社長
- 矢﨑明子 - 邦楽演奏家
- 矢崎秀一 - 東京高等裁判所判事
- 矢沢大二 - 地理学者
- 矢澤米三郎 - 博物学者
- 矢島羊吉 - 倫理学者
- 安川昌昭 - アノト・マクセル社長、レックスマーク インターナショナル社長
- 柳澤嘉一郎 - 生命科学者
- 山口豊 - 医学者
- 山崎元一 - 歴史学者
- 山崎健二 - 医学者
- 山田晶 - 哲学者
- 山田国広 - 政治運動家
- 山田坂仁 - 哲学者
- 山田譲 - 参議院議員、労働官僚
- 山中謙二 - 西洋史学者
- 横川端 - すかいらーく創業者
- 横川竟 - すかいらーく創業者
- 横川潤 - 食評論家、エッセイスト
- 横川唐陽 - 漢詩人、軍医
- 横川紀夫 - すかいらーく創業者
- 米倉巌 - 詩人
- 渡部清 - 書家

### ゆかりの著名人
- 蘆田伊人 - 歴史地理学者
- 安西七夏 - タレント
- 飯田武郷 - 国学者
- 石川文洋 - 報道写真家
- 板垣雄三 - イスラム学者
- 市川治彦 - 元プロ野球選手
- 大岩義明 - 馬術選手
- 片野満 - 映画プロデューサー
- 加奈崎芳太郎 - シンガーソングライター
- 木村一喜 - 元プロ野球選手
- 吉良義周 - 高家旗本
- 小泉忠之丞秀督 - 武人
- 後藤茂之 - 政治家
- 小松裕 - 医師、元衆議院議員
- 小松蓮 - プロサッカー選手
- 五味一明 - アマチュア天文家
- 坂本俊篤 - 政治家
- さだまさし - シンガーソングライター
- 佐藤一彦 - 編集者
- 四賀光子 - 歌人
- 諏訪忠礼 - 諏訪藩主、高島県知事
- 左右田孫兵衛 - 武士
- 高田義一郎 - 医学博士、文筆家
- 長島邦英 - 元アナウンサー
- 中村恒也 - セイコーエプソン社長
- 西岡瑞穂 - 洋画家
- 二村一夫 - 歴史学者
- 蓮田善明 - 国文学者
- 服部一郎 - セイコー電子工業社長、セイコーエプソン初代社長
- 服部正次 - 服部時計店社長
- 濱尾実 - 教育評論家
- 林虎雄 - 政治家、長野県知事
- 藤原正彦 - 数学者
- 細川宗英 - 彫刻家
- 正木不如丘 - 医師
- 松平忠輝 - 大名
- 三沢勝衛 - 地理学者
- 宮崎麗果 - 実業家
- 村上あかね - 社会学者
- 安川英昭 - セイコーエプソン社長
- 山吉盛侍 - 武士
- 横溝正史 - 小説家
- 渡辺由美子 - 厚生労働官僚、こども家庭庁初代長官